# Gonzalo Fernández de la Mora
Gonzalo Fernández de la Mora y Mon (Barcelone, 1924 - Madrid, 2002) est un homme politique, diplomate, essayiste, journaliste, académicien et philosophe politique espagnol, qui fut, dans les années 1960, le principal idéologue de la technocratie et l’un des principaux représentants de la ligne « immobiliste » du régime franquiste, avant de développer après la mort de Franco une philosophie corporatiste élitiste et rationaliste.

## Synthèse
Après des études universitaires en philosophie, suivies d’une formation de diplomate, et à l’issue d’une période de militantisme monarchiste dans les années 1940, Fernández de la Mora s’engagea dans la carrière diplomatique (avec en particulier des missions en Allemagne et un poste à la direction générale des relations culturelles auprès du ministère des Affaires étrangères), parallèlement à une activité d’intellectuel, comme chroniqueur culturel au journal ABC, et comme membre du groupe monarchiste néotraditionaliste Arbor, où il défendait la ligne « collaborationniste » (c’est-à-dire plaidant pour une restauration monarchique dans le cadre de l’État franquiste), à l’encontre des monarchistes d’opposition, dont notamment les membres du Conseil privé du prétendant au trône Juan de Borbón, qui jugeaient impossible une telle configuration, motif de la rupture de Fernández de la Mora avec ledit Conseil privé.
En 1957, sur les instances de Laureano López Rodó et de Carrero Blanco, Fernández de la Mora apporta son concours à l’élaboration de plusieurs lois dites fondamentales du franquisme, par quoi il peut être considéré comme l’un des principaux architectes de l’armature constitutionnelle et légale du régime franquiste. Nommé à la tête du ministère des Travaux publics (1970-1974, c’est-à-dire durant la phase dite « technocratique » du franquisme), il développa, dans le sillage de son prédécesseur, les infrastructures de communication du pays. Après la mort de Franco, de qui il restera un défenseur à outrance, il figura lors de la transition démocratique parmi les fondateurs d’Alianza Popular (AP), parti censé lutter pour le maintien des institutions franquistes, moyennant quelques ajustements, mais avec lequel il prit ses distances lorsqu’il était devenu clair que la majorité du parti approuverait la constitution de 1978, à laquelle il s’opposait catégoriquement, car comportant une dérive « particratique » et compromettant l’unité du pays.
Dépité, Fernández de la Mora tourna le dos à la politique et se consacra à la réflexion politique et à l’écriture, rédigeant plusieurs ouvrages de philosophie politique et un fort nombre d’essais, d’articles de revue (spécialement dans la revue Razón Española, par lui fondée en 1983), de préfaces, , etc., par quoi Fernández de la Mora figure comme l’un des plus vigoureux rénovateurs idéologiques de la droite espagnole post-franquiste. Ces écrits, dont en particulier Del Estado ideal al Estado de razón (1972) et El Estado de obras (1976), font suite à son livre le plus retentissant, El crepúsculo de las ideologías, paru en 1965, dans lequel il élabora la thèse que les idéologies — qualifiées par lui de pseudo-pensées faisant appel à l’émotivité des masses en vue de les mobiliser et servant de faux justificatif intellectuel à la soif de pouvoir d’un groupe dirigeant — ont fait leur temps dans les sociétés développées « post-industrielles » et doivent — dans le contexte d’une économie du savoir, caractérisée par un haut niveau de technicité (y compris dans les sciences sociales, désormais mathématisées) — céder la place à une administration technifiée, professionnelle, méritocratique (c’est-à-dire mise entre les mains d’une élite experte en technique gestionnaire et en sciences sociales, sélectionnée sur critères objectifs), et qui devra être jugée à la stricte aune de ses résultats pratiques obtenus au bénéfice de la collectivité tout entière, en accord avec les préceptes de la raison ; celle-ci, concept central de l’œuvre et de la vie de l’auteur, comporte un aspect éthique en ce qu’elle permet de réaliser le bien pour l’espèce humaine tout entière, ce qui pour Fernández de la Mora constitue le fondement de l’éthique.
Sur le plan politique, l’auteur oppose aux constructions idéologiques de l’« État idéal » un « État de raison » (appelé aussi « idéocratie » ou « État des œuvres »), où « l’État se constitue et se perfectionne pour réaliser l’ordre, la justice et le développement », seule justification d’un régime politique et étalon d’évaluation fondamental (quantitatif et scientifique) des performances de tout État. À la représentation parlementaire particratique, faux-semblant de démocratie, devra se substituer un système corporatiste, dépassionné, et plus apte à refléter la constitution organique de la société. L’organicité naturelle de la société humaine s’appuie sur des mécanismes organiques et des « corps intermédiaires » présents au sein de chaque nation (famille, éducation et transmission de valeurs, formation professionnelle, groupements territoriaux, et corps sociaux traditionnels autant que spontanés et naturels). La représentation politique corporative — « ayant son fondement dans les données empiriques » et dont l’auteur rappelle qu’elle a notamment eu pour avocats des krausistes de gauche — a pour avantage de faire droit à la diversité des intérêts individuels, d’objectiver les problèmes socio-économiques, de faire entrer en jeu des techniciens des activités sociales, de pourvoir le monde politique en techniciens et spécialistes, de permettre de désigner le plus capable, et surtout de technifier la politique et de désidéologiser les conflits. Le député corporatif, comme délégué de son « corps », agit au service d’intérêts « objectifs » de groupe, est investi d’un mandat portant sur des intérêts dépersonnalisés d’une corporation et découplé de la politique professionnelle. L’idéocratie est un régime méritocratique articulé sur une conception élitiste naturelle de la société, dont le principe discriminant est la capacité d’usage de la raison, capacité inégalement distribuée et principal facteur aristocratisant chez les êtres humains. La société hiérarchique, argue l’auteur, est un fait historique de nature biologique et sociologique, et se configure elle-même organiquement de l’intérieur. Cependant, à l’opposé de la technocratie, réduite à une pure technique déconnectée de l’éthique, l’idéocratie rejette toute tyrannie de la classe technique.
À partir du constat que le développement économique des sociétés occidentales n’aurait pas eu lieu sans l’intervention de l’État, Fernández de la Mora plaide pour que l’État agisse comme un acteur économique, plaidoyer que vient cependant pondérer sa critique de la forme extrême de cet interventionnisme, à savoir le capitalisme d'État des régimes socialistes. Selon lui, c’est le régime de Franco qui a su le mieux opérer la synthèse de l’étatisme et de l’anti-étatisme.

## Biographie

### Origines familiales
Fernández de la Mora vint au monde à Barcelone, au sein d’une famille profondément catholique et monarchiste, laquelle alla s’établir à Madrid alors qu’il n’était âgé que de deux ans. Il venait d’entamer ses études secondaires au Colegio del Pilar de Madrid lorsqu’éclata la guerre civile, qui le surprit pendant qu’il se trouvait en vacances en Galice. C’est dans cette région qu’il acheva sa scolarité secondaire, nommément au Colegio de Santiago Apóstol (actuel Colegio de San Jerónimo) de Saint-Jacques-de-Compostelle, c’est-à-dire chez les jésuïtes, par qui, à en croire ses mémoires, il fut initié à la « construction idéale du futur » et imprégné de la nécessité de la « stricte discipline morale » dans la recherche intellectuelle et dans la vie,. Son père colonel occupait un poste au Corps juridique militaire et détenait le titre (largement honorifique) de gentilhomme de la chambre du roi Alphonse XIII,. Sa mère, d’origine galicienne, appartenait elle aussi à une famille monarchiste et catholique. Parmi ses ancêtres de la branche asturienne, on relève des personnalités politiques éminentes, telles qu’Alejandro Mon (chef de gouvernement et ministre des Finances d’Isabelle II, sous l’étiquette du Parti modéré) et Alejandro Pidal y Mon, chef de l’Union catholique et, parmi d’autres fonctions, ambassadeur d’Espagne auprès du Saint-Siège et ministre de l’Équipement dans le gouvernement de Cánovas del Castillo,.

### Formation et jeunes années
Une fois terminée la guerre civile, Fernández de la Mora, de nouveau domicilié à Madrid, entreprit en 1940 des études de droit et de philosophie et lettres (en se spécialisant en philosophie pure) à l’université de Madrid, obtenant sa licence dans chacune de ces deux matières, avec mention excellent (premio extraordinario), en 1945. À l’université, où ses professeurs favoris étaient Federico de Castro, Francisco Javier Conde, Juan Zaragüeta, Leopoldo Eulogio Palacios et José Camón Aznar,, il entra en contact avec les Jeunesses monarchistes, alors dirigées par Joaquín Satrústegui, et avec les survivants d’Acción Española, et alla bientôt se joindre aux cercles politiques et intellectuels militant pour la restauration de la monarchie traditionnelle. À cette époque, le monarchisme était la pierre angulaire de la pensée de Fernández de la Mora, à un moment où le nouvel État issu de la guerre civile avait à sa tête Ramón Serrano Súñer, adepte de l’idéologie fasciste et n’admettant aucun des mouvements politiques d’avant la guerre civile. Les Jeunesses monarchistes, qui sous l’implusion de Joaquín Satrústegui jouissaient d’une certaine influence, se voyaient contrecarrées dans le milieu universitaire par la prépondérance du Sindicato Español Universitario (SEU, syndicat étudiant phalangiste officiel) — ce qui se traduisait par de fréquents affrontements avec les étudiants phalangistes —, et par l’hostilité des autorités franquistes envers les mouvements monarchistes.
En 1945, il prononça au logis de Satrústegui une conférence ayant pour titre La soberanía y el Super-Estado (littér. la Souveraineté et le Super-État), où il se faisait l’avocat de l’unité européenne et du dépassement de l’État-nation. Admirateur de José Ortega y Gasset, il eut avec lui une entrevue, dont il sortit déçu ; néanmoins, il ne cessera de faire grand cas du philosophe, appréciant en particulier l’élitisme de celui-ci, ainsi que son conservatisme et son aversion du socialisme et de la démocratie. Il s’intéressa également au personnage et à l’œuvre de Xavier Zubiri et fréquenta ses cours privés de philosophie, où il fut initié aux idées d’Auguste Comte et de la « nouvelle physique ».
Le militantisme de Fernández de la Mora au sein des Congrégations mariales de Madrid et en faveur de leur conception de la morale publique prit la forme de groupes de choc à l’origine d’actions de vandalisme de rue. De même, son adhésion aux Jeunesses monarchistes le conduisait à prendre part à des manifestations publiques interdites à la gloire du roi, dont une lui vaudra un séjour de 72 heures dans une geôle de la Direction générale de Sûreté le 4 février 1945 ainsi qu’une amende de 25 000 pesetas au motif d’avoir distribué des tracts sur la Gran Vía annonçant l’arrivée du roi à Estoril et portant le mot de ralliement « le roi s’approche, vive le roi ».
Aussi, dès ses années de jeunesse, Fernández de la Mora avait-il noué des contacts avec plusieurs personnalités du milieu monarchiste, tels que José María Pemán, José Ignacio Escobar, Joaquín Calvo Sotelo, Juan José López Ibor, José de Yanguas Messía et Torcuato Luca de Tena. À l’âge de 20 ans, il publia son premier livre : Paradoja, qui fut louangé par Azorín.
Le positionnement monarchiste de Fernández de la Mora ne devait jamais se démentir tout au long du franquisme, à telle enseigne qu’on le retrouve participant aux principales initiatives monarchistes, même si certes il devait, lors de la transition politique, désavouer la figure de Juan Carlos, qu’il accusait d’être l’un des moteurs du changement de régime politique. Pourtant, le militantisme monarchiste de Fernández de la Mora n’est pas à interpréter comme une attitude d’opposition au franquisme et ne met pas en cause sa fidélité à l’État espagnol. La monarchie préconisée par Fernández de la Mora, loin d’être un outil de contestation du régime, était la monarchie traditionnelle, théorisée par les membres d’Acción Española, et non celle démocratique et libérale dont se faisaient les hérauts Satrústegui et une partie des Jeunesses monarchistes.
Après avoir obtenu sa licence en philosophie pure, il s’inscrivit en 1946 à l’École diplomatique, institution qu’il allait diriger quelques années plus tard. Il fut également membre attitré et bibliothécaire de l’Académie royale des sciences morales et politiques, ainsi que membre de différentes académies étrangères : de Genève, de New York, d’Argentine, du Venezuela, du Chili, etc.

### Parcours diplomatique, intellectuel et politique

#### Carrière diplomatique
Le 4 juin 1948, à l’âge de 23 ans, Fernández de la Mora entra sur concours dans la carrière diplomatique et obtint d’être nommé secrétaire d’ambassade, avec affectation dans la zone Europe, en insistant d’être envoyé en Allemagne fédérale dans le but d’y apprendre l’allemand.
En tant que diplomate, il remplit les fonctions de vice-consul d’Espagne à Francfort-sur-l'Oder (1949), puis, après que le personnel diplomatique espagnol eut été transféré à Bonn, de chargé d’affaires dans cette ville promue capitale de la nouvelle république (1949-1951). En Allemagne, il compléta sa formation philosophique en assistant aux cours de l’université de Cologne, où il eut le loisir d’étudier Husserl et Heidegger et où il lia connaissance avec le constitutionaliste Carl Schmitt. Il suivit les enseignements de Curtius, de Benn et de Rothacker à l’université de Bonn, approfondit ses connaissances de Kant et se plongea dans la lecture de Max Weber,. Dans le même temps, il s’impliqua dans une importante campagne visant à redorer l’image de l’Espagne dans les universités et dans la presse allemandes. En décembre 1951, en raison de la santé déclinante de son père, et quoique récemment élevé, en février de la même année, au poste de secrétaire de deuxième classe à l’ambassade de Bonn, Fernández de la Mora demanda et obtint son transfert à Madrid, où il entra en service à la Direction générale des Relations culturelles auprès du ministère des Affaires étrangères.
Il représenta l’Espagne aux Assemblées générales de l’UNESCO à la Nouvelle-Delhi et à Paris, et lors des conférences des ministres européens de l’Éducation nationale à Londres, Vienne, Strasbourg et Versailles. Il exerça comme professeur à l’École diplomatique et à l’École des fonctionnaires internationaux de Madrid.
Désigné attaché culturel à l’ambassade d’Espagne à Athènes (1961-1962), il put y assister de près aux pourparlers visant à résoudre l’incompatibilité religieuse, et à rendre ainsi possible le mariage, du prince Juan Carlos, catholique, et de la princesse Sophie de Grèce, de religion orthodoxe.

#### Dans l’arène intellectuelle:Arboret ABC
Dans la décennie 1950, l’activité de Fernández de la Mora allait s’intensifiant, dans le cadre de l’affrontement entre les deux fractions culturelles les plus marquantes du régime franquiste, à savoir, d’une part, quelques intellectuels issus du phalangisme (Pedro Laín Entralgo, Antonio Tovar, José Luis López Aranguren, Dionisio Ridruejo et d’autres) qui, à la faveur de la relative ouverture engagée sous les auspices du ministre de l’Éducation nationale Joaquín Ruiz-Giménez, s’étaient mis à évoluer, certes chacun à sa mesure, vers le libéralisme démocratique, et d’autre part, les partisans de la tendance traditionaliste, dont la plupart appartenaient à l’Opus Dei et utilisaient, comme véhicule de leurs idées, des revues telles que Arbor et Atlántida, ou la maison d’édition Rialp. Fernández de la Mora, bien que n’appartenant pas à l’Opus Dei, en adopta la ligne idéologique, aux côtés de figures comme Rafael Calvo Serer, Florentino Pérez Embid, Vicente Marrero, Vicente Rodríguez Casado et Antonio Millán Puelles.
En particulier, la revue culturelle Arbor, fondée en 1943 à Barcelone par Rafael Calvo Serer, Raimundo Pániker et Ramón Roquer, avec l’appui économique du Consejo Superior de Investigaciones Scientifiques (le CSIC, où Fernández de la Mora fut nommé en 1952 vice-secrétaire du département des Cultures modernes), et dont le premier numéro parut en janvier 1944, avait pour but de parvenir à une synthèse et une unité intellectuelle des sciences politiques et sociales encadrée par une vision culturelle solide. La revue évolua idéologiquement jusqu’à devenir, de façon marquée à partir de 1948, et selon les vœux de Calvo Serer, son principal animateur, le vecteur et support intellectuel d’un groupe monarchiste néotraditionaliste désireux d’intervenir en un bloc uni dans la vie culturelle espagnole. L’équipe éditoriale de la revue, dont les articles prenaient une allure notablement plus doctrinale, ambitionnait d’influer sur la configuration politique et culturelle de l’Espagne telle qu’issue de la guerre civile, c'est-à-dire imprégnée de la pensée contre-révolutionnaire chrétienne. Fidèle aux idées de Menéndez Pelayo, le groupe Arbor estimait que la seule voie authentiquement espagnole était l’identification entre hispanité et catholicisme ; la division et l’hétérodoxie avaient été fatales pour l’Espagne, comme l’atteste son histoire. La guerre civile avait permis la victoire de la vision traditionnelle et marqué la fin d’un conflit de plusieurs siècles.
En face, le groupe des « phalangistes libéraux », animé par une volonté de synthèse, prônait l’intégration nationale sous le concept supérieur d’hispanité et jugeait fondamental de récupérer un certain nombre d’auteurs ayant idéologiquement appartenu au camp des vaincus de la guerre civile et dont la pensée, quoique considérée pernicieuse par les néotraditionalistes d’Arbor, était jugée pleinement compatible avec son projet de nouvelle Espagne. L’unité nécessaire de la culture espagnole autour de la vision traditionnelle et catholique devait selon Menéndez Pelayo mettre un terme au complexe d'infériorité qui s’était emparé des Espagnols au lendemain du traité de Westphalie de 1648 et les avait amenés à éprouver comme problématique leur être national. L’Espagne, redevenue fière d’elle-même, doit exclure les hétérodoxies et rester fidèle à son catholicisme organique. L’antinomie entre les deux groupes fut clairement exposée dans un article de Ridruejo de 1952, où les représentants d’Arbor étaient qualifiés d’« excluyentes » et le groupe phalangiste libéral de « comprensivo » (inclusif).
Fernández de la Mora, en posant que le problème de l’Espagne dérivait d’un facteur psychologique (le complexe d’infériorité) mais que les avancées économiques du pays auguraient d’un futur prospère, s’écartait de la stricte orthodoxie d’Arbor, selon laquelle la solution du problème de l’Espagne résidait en ce qu’elle assume son essence catholique, et non dans le progrès matériel et économique. En dépit de ces disparités, Arbor pouvait se flatter en 1953 de constituer un groupe de pression compact, doté d’une notable cohérence doctrinale parmi ses membres. Le groupe avait la haute main sur les revues Ateneo et La Actualidad Española, et plusieurs de ses membres avaient un grand poids dans les journaux ABC et Informaciones. Il éditait en outre une collection d’ouvrages, la Biblioteca de Pensamiento Actual (BPA) et était bien implanté au sein du CSIC. La revue Ateneo, dont Fernández de la Mora était cofondateur, réunissait des intellectuels monarchistes et traditionalistes autour d’un projet politique cohérent capable de figurer comme alternative tant au phalangisme qu’au catholicisme politique. Ses contributeurs, tout en désirant préserver la tradition, se faisaient les avocats de la modernisation des structures économiques et administratives, sans mettre en péril la stabilité du régime né de la guerre civile, et appelaient de leurs vœux une entente entre Franco et Juan de Borbón en vue d’une monarchie traditionnelle. Sur le plan culturel, il entendait bâtir une « conscience nationale unitaire » dans les sens de Menéndez Pelayo, et sur le plan socio-économique, concilier la modernisation capitaliste avec les principes catholico-traditionnels.
Il se trouve cependant qu’à ce moment le gouvernement, d’empreinte démocrate chrétienne à partir de 1951 et favorable au phalangisme de gauche, comprenait plusieurs ministres idéologiquement plus proches des « inclusifs », dont notoirement Ruiz-Giménez, par quoi la censure tendait à cibler les membres du groupe, au point que Calvo Serer finit par renoncer et que le groupe cessa d’exister en tant que tel en 1956. Calvo Serer avait proposé que le rôle politique directeur revienne à la « troisième force » incarnée par le groupe Arbor et appelée à arbitrer entre phalangisme de droite et de gauche ; mais dès 1953, le projet politique et culturel qui se proposait de doter le régime d’une armature idéologique, dans lequel Don Juan était mis en avant comme héritier légitime de l’ordre instauré après la guerre civile, et dans lequel bon nombre d’intellectuels s’étaient investis, fut abandonné. Fernández de la Mora, qui avait joué un rôle de premier plan dans cette bataille culturelle, fut personnellement très affecté par le rejet du projet néotraditionaliste d’Arbor. Devant cet état de fait, certains, prenant acte de l’impossibilité de concilier le projet monarchique avec le régime en place, s’engagèrent dans l’opposition, d’autres, tel Fernández de la Mora, en déduisirent que la volonté de Franco était le seul facteur capable de restaurer la monarchie. En conséquence, Fernández de la Mora emprunta la voie d’une plus grande intégration dans le régime, sans pour autant renoncer à ses affinités monarchistes.
D’autre part, Fernández de la Mora devint un collaborateur constant du journal ABC, voire l’un de ses contributeurs les plus prolifiques, après que son amitié avec Torcuato Luca de Tena, avec qui il avait noué connaissance pendant son service militaire, lui eut ouvert grandes les portes du journal. En effet, en septembre 1952, concomitamment avec la nomination de Torcuato Luca de Tena à la tête d’ABC, Fernández de la Mora en fut désigné chef de la section Collaborations, en vue d’imprimer un nouvel élan au journal, qui menaçait de s’ankyloser. Entre 1953 et 1959, il y fut chargé de la critique de livres, activité dont il allait plus tard rassembler les produits dans les sept volumes de sa série Pensamiento español (1964-1970). Ainsi placé, malgré sa jeunesse, à la direction doctrinale d’un des périodiques espagnols les plus influents, Fernández de la Mora allait y rédiger plusieurs dizaines d’éditoriaux, en même temps qu’il remplissait ses fonctions au ministère des Affaires extérieures. Cependant, l’étau de la censure franquiste allait se resserrant autour d’ABC, jusqu’au moment où Torcuato Luca de Tena fut écarté de la direction. Si dans la foulée Fernández de la Mora présenta sa démission comme chef des collaborations, ses contributions continueront néanmoins d’être régulières, et quelques billets publiés dans ce journal allaient plus tard être repris dans son ouvrage El crepúsculo de las ideologías. Avec l’arrivée en 1983 à la tête du journal de Luis María Ansón, qui avait autrefois opté pour le monarchisme d’opposition au régime de Franco, la relation de Fernández de la Mora avec ABC allait finir par s’interrompre.

#### Militant monarchiste
En 1956, Fernández de la Mora devint membre du Conseil privé de Don Juan, en accord avec le désir de celui-ci de privilégier dans ses cercles de collaborateurs la ligne traditionaliste. Il prit alors à tâche de rapprocher Don Juan du chef de l’État et de la branche carliste, et de persuader chacun de l’opportunité d’une « monarchie catholique, sociale, représentative, nationale et héréditaire »,. Dès cette époque en effet, Fernández de la Mora avait acquis la conviction que la restauration de la monarchie ne pouvait se faire que par un rapprochement de Don Juan avec le Caudillo, la monarchie ne lui apparaissant pas en effet comme une solution de rechange au régime, mais au contraire comme la continuation de l’œuvre accomplie par Franco. L’on continua, au sein du Conseil, à favoriser les éléments traditionalistes, jusqu’à réduire le groupe libéral démocrate à une minorité.
Le Congrès du Mouvement européen réuni à Munich en juin 1962 et dénigré par le régime comme Concubinage de Munich, mit au grand jour la fracture au sein du monarchisme espagnol entre ceux qui restaient attachés au régime de Franco et ceux qui avaient franchi le pas vers une opposition plus ouverte. Fernández de la Mora, qui continuait d’estimer que la monarchie, dans sa version traditionnelle, était la meilleure voie pour poursuivre le travail de modernisation de l’État franquiste, écrivit un article où il critiquait la réunion, en centrant ses attaques sur la personne de Madariaga.
Demeurant persuadé que le retour de la monarchie ne pouvait avoir lieu que par la volonté de Franco, et non sous l’effet du dynamisme propre de la Couronne, et constatant par ailleurs que Don Juan se profilait désormais comme opposant au régime sous des couleurs démocrates et libérales, Fernández de la Mora prit la tête, aux côtés d’autres monarchistes de même conviction, de la dénommée « opération Prince » (operación príncipe) visant à populariser la figure de Juan Carlos, qui ne montrait quant à lui aucune faille dans son attitude, et à favoriser ainsi sa désignation au titre de successeur de Franco. La nomination par ce dernier en 1969 de Juan Carlos pour son successeur signifia, aux yeux de Fernández de la Mora, la victoire des monarchistes de collaboration, dans les rangs desquels il se comptait lui-même. (Il est vrai cependant que plusieurs années plus tard, à la suite de la transition démocratique, Fernández de la Mora allait stigmatiser Juan Carlos comme l’un des principaux démanteleurs de l’État tel que dérivé des Principes fondamentaux en lequel il avait gardé une foi absolue.)
Selon Fusi, « Fernández de la Mora, sous le pseudonyme de Diego Ramírez, lançait de violentes diatribes contre l’aperturisme et la démocratie ». Il ne cessa de se montrer hostile à la démocratie libérale et défendait, en lieu et place de celle-ci, la dénommée « démocratie organique », qui « est plus authentique et qui chez nous a été plus efficace » (faisant allusion au régime franquiste). En outre, dans son livre de mémoires, il qualifia Franco de « gouvernant le plus honnête qu’a eu l’Espagne et le plus efficace, au moins depuis Philippe II ».

#### Légiste au service du régime franquiste
Au printemps 1957, au lendemain de la crise de 1956 et du remaniement gouvernemental de l’année suivante qui avait scellé le revirement radical de la politique économique du régime de Franco (aux dépens de la politique autarcique suivie jusque-là), Laureano López Rodó, qui, selon Fernández de la Mora, « était déjà alors l’éminence grise de Carrero Blanco », lui proposa, à la demande de ce dernier, que (toujours selon Fernández de la Mora) « dans le secret le plus absolu, nous élaborions les projets de loi pour des lois fondamentales propres à compléter le système institutionnel, que les lois antérieures avaient déjà commencé à mettre en place », et ce en prenant en compte la nouvelle orientation gouvernementale,. Cette collaboration se concrétisa dans la Loi sur les principes fondamentaux du Mouvement national, promulguée en 1958, et dans la Loi organique de l'État, conçue à la même époque, encore qu’elle n’ait pas, sur décision de Franco, vu le jour avant 1966,,. Le premier projet fixait en particulier deux choses fondamentales : d’une part, la mise en avant de la dignité de la personne et les restrictions imposées à l’État propres à éloigner toute accusation de totalitarisme, et d’autre part, de par son titre VII, l’instauration, comme forme politique, de la monarchie traditionnelle, réalisant ainsi une synthèse entre phalangisme et traditionalisme ; enfin, tout en adoptant la doctrine sociale de l'Église, le projet garantissait la confessionnalité de l’État. L’unité, la catholicité, l’hispanité, la famille, l’armée, la commune et le syndicat vertical se trouvaient réaffirmés comme bases du régime,,. Le nouveau corps doctrinal, créé par ce texte somme toute assez anodin (même s’il cite presque textuellement quelques phrases de José Antonio), dotait le régime d’autres fondements idéologiques et venait confirmer sa défascisation. Dans la seconde de ces deux lois fondamentales du régime, l’influence de Fernández de la Mora s’était traduite surtout dans le mode de désignation du chef de gouvernement, à savoir la procédure par laquelle le Conseil du royaume soumettrait au roi un trio de candidats,, ; le texte sanctionnait la représentation organique populaire par le biais du Conseil du Royaume, fixait les compétences législatives des Cortes et celles exécutives du gouvernement, et introduisait la possibilité de recours pour inconstitutionnalité (contrafuero).
Après que la bataille autour de la configuration définitive de l’État eut ainsi été tranchée en faveur des monarchistes traditionnels, au rang desquels figuraient López Rodó autant que Fernández de la Mora, on s’attela à doter le régime d’une représentativité articulée sur une représentation organique, point de convergence entre traditionalistes et phalangistes et l’un des piliers de la pensée politique de Fernández de la Mora. Le premier projet, d’abord transmis à Carrero Blanco en juillet 1957, fut présenté en janvier 1958, sous forme de synthèse, à Franco, qui proclama la Loi des principes du Mouvement national en mai 1958 ; en revanche, ce ne sera pas avant 1966 que la Loi organique de l’État soit promulguée sur la base des travaux effectués par López Rodó et Fernández de la Mora à L’Escurial en 1957. Fernández de la Mora peut dès lors être considéré comme l’un des principaux architectes de la configuration constitutionnelle et légale du régime franquiste.
Le régime de Franco s’employant désormais à fonder sa légitimité sur la réussite économique, le remaniement gouvernemental de 1957 fut aussi l’occasion de permettre l’accession au pouvoir de personnalités dites « technocrates », dont quelques-uns, liés à l’Opus Dei (duquel Fernández de la Mora se sentait proche lui aussi), le sollicitèrent d’occuper des fonctions importantes, notamment un poste de sous-secrétaire au ministère du Commerce, alors dirigé par Alberto Ullastres — offre que Fernández de la Mora déclina.
Fernández de la Mora intervint à titre de délégué espagnol lors de deux Assemblées générales de l’UNESCO et lors d’un bon nombre de sessions du Conseil de coopération culturelle du Conseil de l'Europe (1958-1969). En 1969, il quitta le Conseil privé du comte de Barcelone en raison de l’orientation qui lui avait été imprimée par José María de Areilza, et fut nommé la même année, eu égard à son statut de diplomate de carrière, sous-secrétaire à la politique extérieure auprès du ministère des Affaires étrangères dirigé alors par Gregorio López Bravo, où il déploya un intense travail de diffusion culturelle de l’Espagne à l’étranger, tout en s’approchant ainsi progressivement des hautes sphères du pouvoir franquiste,. Fernández de la Mora prit à tâche de professionnaliser ledit ministère en obtenant que les collaborateurs appartiennent à la carrière diplomatique, au mépris des affiliations politiques. En 1970, il fut promu au rang de ministre plénipotentiaire de première classe dans le cadre de sa carrière diplomatique et intervint dans les négociations préparatoires des traités avec les États-Unis, qui allaient finalement être signés en 1971, quand Fernández de la Mora avait déjà quitté ses fonctions au ministère. Il restait convaincu de la supériorité du gouvernement de Franco sur la plupart des gouvernements de l’histoire d’Espagne.
Parallèlement, Fernández de la Mora composait son ouvrage le plus connu, El crepúsculo de las ideologías, légitimation indirecte du régime de Franco, qui parut en 1965 et où l’auteur proclamait l’obsolescence des idéologies en politique par suite de la technification et du développement en cours dans une grande partie du monde. « Les idéologies », peut-on y lire, « prolifèrent dans les sphères culturelles modestes et dans les conjonctures économiques critiques ; mais nous nous trouvons dans une ère de fabuleux développement matériel et culturel ».

#### Ministre des Travaux publics (1970-1974)
Son introduction dans les cercles technocrates du régime et sa concomitante prise de distance vis-à-vis des groupes politiques adeptes du comte de Barcelone avaient préparé le terrain à sa nomination en avril 1970 par Franco, sur proposition de Carrero Blanco et en remplacement de Federico Silva Muñoz, au poste de ministre des Travaux publics, portefeuille qu’il accepta malgré quelques réticences initiales et auquel il sera reconduit par Carrero Blanco en juin 1973. Le nouveau gouvernement issu du remaniement d’avril 1970 se distinguait en premier lieu par le caractère technique de ses membres, signe de la rationalisation de la politique espagnole, et en second lieu par ce commun dénominateur des ministres qu’était leur appui à Juan Carlos, fraîchement nommé héritier et continuateur de l’État de Franco. Il s’agissait d’un « gouvernement de concentration » (de fidélités, de familles et de techniciens), défini comme « technocrate-monarchiste », et chargé de préparer une instauration dynastique conformément aux prescrits des Lois fondamentales.
Entre 1970 et 1974, c’est-à-dire dans la phase finale de la dictature franquiste, Fernández de la Mora s’employa à compléter et à amplifier la politique suivie par son prédécesseur, sous les espèces notamment de son Plan de Accesos a Galicia (visant à désenclaver la Galice), le Plan de Autopistas (Plan d’autoroutes), puis de sa loi sur les Autoroutes, promulguée en août 1972. Sous son mandat, près de 500 km d’autoroutes (soit 60 % de celles existant alors en Espagne) furent ouvertes à la circulation, et la compagnie ferroviaire Renfe réalisa en 1973 pour la première fois un bilan comptable positif, grâce à une exploitation plus efficace (en particulier pour le transport de marchandises) de plusieurs lignes sous-utilisées,,. Une soixantaine de barrages (dont quelques-uns de haute capacité) furent construits, dont notamment celui d’El Atazar, appelé à résoudre le problème d’approvisionnement en eau de la ville de Madrid. Il s’appliqua à améliorer l’équilibre hydraulique de l’Espagne, entre autres par l’achèvement du canal de dérivation Tajo-Segura projeté en 1966 par le précédent titulaire. En 1971, son ministère élabora un plan visant à tripler le réseau métropolitain de Madrid, pendant qu’à Barcelone un plan de même finalité fut mis en œuvre destiné à doubler le nombre de km du réseau. En 1972, il sut faire approuver son Plan de Puertos (Plan portuaire) prévoyant la création de plusieurs grands centres maritimes, dont l’exposant le plus fameux est le superpuerto de Bilbao.
Après la mort de Carrero Blanco dans un attentat en 1974, Fernández de la Mora ne trouva plus place dans le nouveau gouvernement formé par Carlos Arias et reprit alors le fil de sa carrière diplomatique, se voyant confier en janvier 1974 la charge de directeur de l’École diplomatique de Madrid, où il entreprit durant son mandat de cinq ans plusieurs réformes substantielles,. Du reste, il se montra fort critique envers Arias Navarro, plus particulièrement après le discours de celui-ci du 12 février 1974, lequel, en instaurant certaines pratiques « aperturistes » et écartant toute « politique technifiée et neutre », constituait l’amorce, aux yeux de Fernández de la Mora, de la liquidation de l’État organisé selon les lois fondamentales. Désormais, Fernández de la Mora réclamait un « réarmement intellectuel de la Nation » face à l’« actuelle bataille des concepts », en citant en exemple « la résurrection de 1936 » qui avait rendu « possible le réarmement intellectuel » grâce surtout aux disciples de Menéndez Pelayo. Fernández de la Mora pour sa part théorisa ce réarmement sous la forme du concept politique d’« État centré sur les œuvres » (Estado de obras, c’est-à-dire l’État comme institution neutre et technique) et d’une théorie philosophique de l’État, l’« État de raison », de concert avec la loi tendancielle fondamentale de désidéologisation des sociétés techniquement et culturellement développées.
D’autre part, il fut admis en 1972 comme membre de l’Académie royale des sciences morales et politiques, où son discours d’entrée avait pour titre « Del Estado ideal al Estado de Razón » (littér. De l’État idéal à l’État de raison),.

#### Transition démocratique
Le lendemain du décès de Franco, Fernández de la Mora publia sur la figure du Caudillo un article fort élogieux, avec notamment le passage suivant :

« Dans le contexte de l’Histoire, Franco est l’homme d’État le plus important qu’a eu l’Espagne depuis le Roi prudent. Il reçut un pays appauvri et invertébré et l’a transformé en une grande puissance industrielle et en une Monarchie robustement institutionnalisée. Il reçut une nation à très forte majorité prolétaire et l’a transformée en une société de classes moyennes. Il éradiqua l’analphabétisme et la faim, nos deux fléaux centenaires. »

À la faveur du Statut des associations, promulgué en décembre 1974, dans les dernières années du franquisme, Fernández de la Mora fonda l’Union nationale espagnole (UNE), groupe où l’héritage doctrinal d’Acción Española se conjuguait avec le traditionalisme espagnol, dans l’objectif de préserver la « continuité perfective de l’État du 18 juillet », dans un cadre politique dont les éléments essentiels seraient : l’unité nationale avec régionalisation administrative ; un syndicalisme unitaire ; une monarchie limitée ; le bicamérisme ; la séparation des fonctions législative et exécutive ; la représentation organique ; le « réarmement intellectuel » ; l’initiative privée avec action subsidiaire de l’État et planification économique ; l’égalité absolue des chances ; la cogestion des entreprises ; la sécurité sociale généralisée ; et la redistribution des responsabilités.
L’UNE fut, à son instigation, absorbé en 1976 par l’Alliance populaire (AP), parti dont il occupera la vice-présidence. Cette même année 1976, après le décès d’Antonio Iturmendi, il fut élu par cooptation procurateur (=député) aux Cortes et nommé, par désignation directe de Franco, membre du Conseil national du Mouvement,,. Concernant l’avenir politique de l’Espagne, il rejetait résolument tout projet rupturiste, optant pour ce qu’il dénommait « la continuité perfective » du Régime. Par la volonté d’indépendance de Fernández de la Mora, l’UNE rechignera toujours à se fondre intégralement dans l’AP et restera un parti fédéré, à la différence de cinq partis sur les sept composant la coalition.
Le processus de transition politique, s’il avait bien été mis en marche, n’en restait pas moins sous les rênes des factions les plus conservatrices de la classe politique espagnole. Arias, exerçant toujours comme président du gouvernement, nomma une commission chargée d’amorcer une voie modérée vers le changement, dont Manuel Fraga était le principal inspirateur. Fernández de la Mora eut un rôle important en ce qu’il prit part activement aux discussions du rapport de ladite commission, ses propositions d’amendements tendant à empêcher que le cadre de la Loi sur les associations ne soit outrepassé, sous peine d’ouvrir les portes à la particratie, et à maintenir le syndicat unique afin de ne pas laisser proliférer les organisations syndicales et professionnelles susceptibles de se muer ensuite en partis politiques. Fernández de la Mora manifestait ainsi sa prédilection pour un système de représentation organique et sa répugnance au système de partis.
Fernández de la Mora, bien qu’ayant pris conscience que le changement était inévitable, comptait cependant encore sur la fermeté des forces armées face au processus de transition et prit à tâche d’étayer idéologiquement les positions des fractions de l’armée les plus rétives au changement, tâtant le pouls notamment de Gabriel Pita da Veiga, ministre de la Marine, et de Fernando de Santiago, vice-président du gouvernement, s’efforçant d’obtenir que ceux-ci prennent la tête d’une démonstration ouverte d’opposition de l’armée au changement politique lors de la réunion qu’Adolfo Suárez avait convoquée pour le 8 septembre 1976 avec les hauts commandants militaires, mais au cours de laquelle l’armée se borna à faire obstacle à la légalisation du Parti communiste, faisant comprendre à Fernández de la Mora que la transition était imparable.
Néanmoins, il ne cessa de plaider devant Adolfo Suárez pour la nécessité de préserver, lors du processus de transition, la légitimité et légalité du 18 juillet, ainsi que l’Estado de obras, qui avait permis le « plus grand progrès de notre histoire » ; il signalait que « l’Espagne née du 18 juillet se trouve aujourd’hui plus proche des niveaux moyens d’Europe occidentale qu’à aucun autre moment de son histoire contemporaine », si on évalue la situation selon les critères qui « mesurent véritablement l’efficacité d’une gestion de gouvernement, que sont l’ordre, la justice distributive, le respect de la liberté individuelle et le revenu matériel et culturel par tête »,.
Le 10 septembre 1976, le gouvernement Suárez mit au point un projet de loi sur la réforme politique, qui fut remis au Conseil national du Mouvement pour discussion,. Fernández de la Mora réagit vivement contre le projet, qu’il estimait plus rupturiste encore que le précédent. Il présenta plusieurs amendements, dont un tendant à préserver la représentation organique, à l’instar du projet Fraga. Si certes ces amendements furent acceptés, le rapport d’évaluation n’était pas contraignant et le gouvernement le dédaigna, donnant ainsi l’une des ultimes impulsions sur la voie de la démocratie,.
Aux premières élections démocratiques de 1977, convoquées pour élire une assemblée qui d’après Fernández de la Mora allait faire figure de Cortes constituantes de facto, à défaut de l’être nominalement. Fernández de la Mora s’y présenta pour la province de Pontevedra, menant une campagne rendue difficile tant par les pénuries que par l’opposition des autorités et de certains secteurs de la société. Il sut se faire élire et siégea ensuite comme membre de la Junte de Galice antérieurement à l’instauration des autonomies régionales. Il fut attaché aux commissions des Finances et de la Constitution, au sein de laquelle il s’opposa à la transition en cours, en particulier sur le chapitre des autonomies régionales et des compétences dévolues désormais au chef de l’État, pendant que celles du roi tendaient à se renforcer.
Il quitta l’AP et la direction de l’UNE après que la majorité du parti eut décidé, conformément à la position de Fraga, d’apporter son soutien à la Constitution de 1978, à laquelle Fernández de la Mora vota négativement, vu que, selon lui, « l’Espagne n’a pas besoin de constitution, étant en effet un État parfaitement constitué ». Parmi les causes de cette scission définitive à l’intérieur d’AP, Fernández de la Mora releva, outre le vote du groupe parlementaire pour la nouvelle constitution, également le personnalisme de Fraga et ses œillades en direction de la gauche.
En 1979, il fonda, aux côtés de Federico Silva Muñoz, le parti Droite démocratique espagnole (Derecha Democrática Española), caractérisé par un fort penchant vers l’ultradroite, mais cette initiative se solda par un échec cuisant et fut la dernière incursión de Fernández de la Mora dans la politique active. Il ne cessa ensuite de critiquer implacablement le processus de transition démocratique espagnol, ce dont rend témoignage son ouvrage Los errores del cambio (1986, littér. les Erreurs du changement).

### Retrait de la politique et activité intellectuelle
Après avoir définitivement tourné le dos à l’arène politique, Fernández de la Mora se voua à la réflexion philosophique et à l’histoire politique, ce qui prit corps en 1982 par un nouveau mouvement philosophique original, le raisonnalisme. Il fut ainsi à l’origine d’une nouvelle interprétation et projection politique du conservatisme national sur la base de présupposés libéraux et techniques. Selon González Cuevas, Fernández de la Mora était « en réalité le seul intellectuel de la droite espagnole capable de réfléchir sur les fondements théoriques et épistémologiques d’un nouveau conservatisme, et qui tenta de donner des réponses alternatives à la nouvelle situation sociale et politique sans retomber dans les vieilles formules ».

#### Collaboration à des revues culturelles
Avant son retrait, et parallèlement à ses activités politiques dans les coulisses du régime et à ses tâches diplomatiques, Fernández de la Mora avait été porté, par ses liens avec le journal ABC, maintenus jusqu’en 1980, et avec son directeur d’alors, Torcuato Luca de Tena, à déployer un travail soutenu de recension et de critique de la production culturelle espagnole entre 1963 et 1969,, travail dont il réunit les fruits dans un ensemble de sept volumes sous le titre générique de Pensamiento español (littér. Pensée espagnole),. Il fut cofondateur de l’Asociación de Amigos de Maeztu, qui s’était donné pour tâche de diffuser les idées du penseur Ramiro de Maeztu, et écrivait pour le compte des revues Reino et Círculo, ainsi que de la revue Atlántida, fondée en 1963 par Florentino Pérez Embid.
En 1983, en retrait désormais de la politique active, Fernández de la Mora Fernández de la Mora fonda, sur les instances de la Fondation Balmes, sa propre revue « de pensée » Razón Española, de tendance conservatrice, qu’il allait diriger jusqu’à sa mort. Le propos de Fernández de la Mora était de doter le conservatisme espagnol d’une référence doctrinale lui permettant d’intervenir dûment outillé dans le débat public. L’arme employée était ici la raison (razón), dont il jugeait qu’elle avait été instrumentalisée en Espagne par le progressisme, tandis que le conservatisme avait souvent eu recours à des arguments cléricaux ou liés à la religion, inopérants dans l’état actuel de la société. L’appel à la raison devait fournir la nouvelle légitimation au conservatisme politique. La revue, pour laquelle Fernández de la Mora écrivit une centaine d’éditoriaux, était conçue comme porte-voix d’une tentative de rénovation intellectuelle de l’humanisme conservateur et allait notamment prendre la défense de la figure et du gouvernement de Franco. La principale fonction de la revue pour Fernández de la Mora était de mettre à sa disposition une plate-forme pour y déployer son enseignement raisonaliste,, c’est-à-dire d’être au service d’un projet doctrinal regroupant ses réflexions politiques, sociologiques et organicistes antérieures sous le paradigme philosophique « raisonnaliste », néologisme créé et utilisé par l’auteur en opposition au rationalisme abstrait, et comportant l’idée de la « raison » comme unique critère propre à libérer la pensée des mythes, jugements et passions à l’heure de « discerner la vérité de la fausseté, l’exact de l’inexact, le clair du confus, l’effectif de l’hypothétique, l’existant de l’illusoire, le factuel du désiré »,. Fernández de la Mora négligera toutefois de s’atteler ensuite à systématiser sous forme de volume la théorie originale ainsi ébauchée.
La revue, qui paraît encore (2023) à un rythme bimestriel et continue d’étoffer le legs intellectuel laissé par Fernández de la Mora, a compté parmi ses collaborateurs Ángel Maestro, Dalmacio Negro Pavón, Juan Velarde Fuertes, Antonio Millán-Puelles, José Luis Comellas, Luis Suárez Fernández, Ricardo de la Cierva, Armando Marchante, Francisco Puy, Esteban Pujals, Pedro Carlos González Cuevas, Jesús Neira, José Javier Esparza, etc.

#### Ouvrages de librairie
Doté d’une vaste culture et d’un large éventail de centres d’intérêt, Fernández de la Mora était un auteur prolifique et un orateur réputé. Il avait à son nom 22 livres, 14 opuscules et 116 essais, et était à la tête d’une revue, Razón Española. À partir de 1983, ayant abandonné l’arène politique après s’être avisé du cap pris par le cambio et avoir pris son parti d’une réalité à présent irrévocable, il se centra dorénavant sur les lettres et sur l’étude. Ses quatre derniers ouvrages, abstraction faite peut-être de ses mémoires, traitent autant de sujets politiques que philosophiques, anthropologiques ou éthiques. Auteur de deux romans (dont Paradoja, roman esthétisant et tacitement autobiographique), Fernández de la Mora faisait grand cas de la qualité stylistique de ses écrits, rédigeant dans un style épuré, cultivant la clarté énonciative, et faisant montre à l’occasion de dons d’aphoriste.
Les travaux d’essayiste de Fernández de la Mora se focalisent sur plusieurs thématiques, de nature philosophique et politique pour la plupart, dont : la démocratie organique, la particratie, le traditionalisme, le conservatisme, la technocratie, les idéologies, le totalitarisme, le krausisme, le régénérationnisme, le novecentismo, la crise de 1898, la philosophie allemande et espagnole, le soulèvement du 18 juillet, le franquisme, etc. Ses principaux ouvrages sont les suivants :
- Ortega y el 98 (1961), première grande œuvre de critique intellectuelle de Fernández de la Mora. Si l’auteur proclame la totale supériorité de la pensée d’Ortega y Gasset sur celle des représentants de la génération de 1898, dont Fernández de la Mora critique au passage les méthodes et en regard desquels l’œuvre d’Ortega figurerait comme « une véritable avalanche de raison pure », il détecte néanmoins dans cette œuvre un certain esthéticisme, voire une certaine frivolité, qui nuit à sa profondeur et en considération de quoi Fernández de la Mora, rompant ainsi publiquement avec Ortega, l’écarte comme exemple de philosophe à suivre et plaide pour d’autres modèles, en particulier celui de Xavier Zubiri, qui misent sur la rigueur et sur une analyse systématique au lieu de la posture littéraire[15],[2],[80],[81]. Le livre a été couronné par le Prix national de littérature[2].
- Pensamiento Español. Recueil d’articles et de recensions, publié jusqu’en 1970 et atteignant sept volumes. Dans chacun de ces volumes, l’auteur a placé, en guise de chapitre introductif, un certain nombre d’études, qui mis ensemble ont valeur de théorie complète de critique littéraire[82].
- El crepúsculo de las ideologías (1965). Cet ouvrage, qui connut sept éditions en espagnol entre 1965 et 1973 et a été traduit en catalan, grec, portugais et italien[83],[84], et qui est sans doute l’œuvre la plus polémique, la plus commentée et la plus originale de l’auteur[2], donna lieu à de vifs débats dans les milieux intelectuels espagnols, au point que le livre fut qualifié de « polémique de l’année »[84],[85]. La thèse défendue par l’auteur porte que les idéologies politiques traditionnelles — libéralisme, socialisme, marxisme, nationalisme, démocratie chrétienne, etc. — sont à présent en fin de course après avoir accompli leur mission historique[2] et que dans les pays économiquement et culturellement développés d’Occident elles sont en cours de substitution par des analyses strictement gestionnaires. Accusé d’avoir plagié le livre The end of the ideology de Daniel Bell paru en 1961, Fernández de la Mora s’en est défendu en signalant, outre l’antériorité de ses réflexions sur l’ouvrage de Bell, aussi le fait que Bell ne postulait pas la fin des idéologies, mais le remplacement des anciennes idéologies du XIXe siècle par de nouvelles[86].
- Del Estado ideal al Estado de razón (1972). Ce livre, qui reprend son discours d’entrée à la l’Académie royale des sciences morales et politiques, se veut le complément et le parachèvement de sa thèse crépusculaire. Les constructions idéales a priori de l’État y sont critiquées et le caractère purement instrumental de celui-ci est affirmé. Dénonçant les voies erronées empruntées par la science politique, Fernández de la Mora[87] pose les fondements théoriques d’une « politique technifiée et neutre », soumise à des impératifs moraux et fonctionnels et détachés des rivalités d’intérêts de parti[88], et d’une évaluation correcte de l’État. Les concepts d’anti-apriorisme, de l’instrumentalité de l’État et de son appréciation à l’aune de ses résultats viennent ainsi compléter le cadre théorique tracé en 1965[87].
- La partitocracia (1976). Fernández de la Mora s’efforce de démystifier la démocratie de partis par une analyse sociologique de ces derniers. Aux yeux de l’auteur, et à l’instar de Michels, Pareto ou Schumpeter, les partis politiques sont des organisations oligarchiques incarnant les opinions d’une minorité dirigeante en quête de pouvoir et instrumentalisées par celle-ci en vue de manœuvrer les masses. L’instauration d’un tel régime non seulement ne rend pas un État plus démocratique, mais encore peut induire une corruption de la démocratie[89] : « La particratie est une forme évolutive de la démocratie qui en annule les caractères essentiels »[90].
- El Estado de obras (littér. l’État des œuvres, 1976). L’auteur préconise de désidéologiser l’idée d’État et de substituer, comme pilier épistémologique, l’idéocratie à l’idéologie, c’est-à-dire de fonder l’État sur les idées rigoureuses et exactes issues des sciences sociales et humaines, sur l’action d’une élite experte et sur une légitimité politique dérivant non de la souveraineté nationale ou populaire, ni de quelque utopie sociale, mais sur des idées nouvelles et des critères d’efficacité, à savoir la capacité de l’État technique à garantir l’ordre, la justice et le développement[56],[91].
- La envidia igualitaria (littér. l’Envie égalitaire, 1984). L’égalitarisme, désigné par l’auteur comme le principal postulat de la gauche, est mis en corrélation avec l’envie, autrement dit le principal postulat de la gauche politique est le fruit d’un vice participant de la dimension passionnelle de l’homme, selon la dichotomie passion/raison caractéristique de la conception qu’a de l’homme Fernández de la Mora. Il est affirmé en outre, à la suite de Hayek et d’Aron, que les aspirations égalitaires engendrent une croissance excessive de l’État, susceptible de compromettre la liberté. S’y expriment également quelques points récurrents de sa pensée, tels que l’élitisme ou le plaidoyer pour la méritocratie[92]. « Au lieu de tabler sur une expansion de la supériorité intellectuelle à travers un enseignement de qualité », écrit-il, l’on diffuse « la haine propagandiste contre ce qui est supérieur, appelant à rabaisser ce qui est supérieur et à exiger par la force l’égalité ». L’instrumentalisation de l’envie, s’incarnant dans le binôme particratie et égalitarisme, est devenu, en tant que « slogan politique », le moteur des partis de gauche, au mépris des bases hiérarchiques nécessaires à toute société nationale organisée efficace. Fernández de la Mora en nomme l’antidote, à savoir l’émulation[93],[94].
- Los teóricos izquierdistas de la democracia orgánica (littér. les Théoriciens de gauche de la démocratie organique, 1985). Dans cette étude historique, l’auteur passe en revue ceux qui ont été les principaux promoteurs de la démocratie organique en Espagne, en particulier l’école krausiste[92].
- Los errores del cambio (littér. les Erreurs du changement, 1986). Fernández de la Mora met en lumière les facteurs réels à l’origine de la transition démocratique, arguant, au rebours de l’opinion commune portant que c’est la société espagnole qui demandait la démocratie, que le changement a été voulu et accompli d’en haut[95], dans l’objectif de détruire la droite. Ce « faux consensus » a entraîné « la dissolution de la conscience nationale, le gigantisme du secteur public et de la bureaucratie, la destruction du tissu industriel, l’énorme endettement, la colonisation étrangère, la paralysie de la justice et la détérioration de l’État de droit »[96],[97]. C’est la critique la plus ample et la plus élaborée du système démocratique espagnol, dans une perspective de pensée post-franquiste. Pour l’auteur, le cambio a amené à la fois une crise socio-économique, une crise d’État et une crise morale, par suite de l’affaiblissement du principe d’autorité. La réalité politique est désormais dominée par les machiavélismes particratiques et par la politicaillerie, où seuls comptent les intérêts minoritaires des promoteurs, exécutants et suiveurs du changement[98],[99].
- Filósofos españoles del siglo XX (littér. Philosophes espagnols du XXe siècle, 1987). Présentant un aperçu des figures qui aux yeux de l’auteur constituent les cimes de la pensée espagnole contemporaine, l’ouvrage se compose de monographies sur la philosophie d’Amor Ruibal, D’Ors, Ortega, Morente, Zubiri, avec un aparté sur celle de Millán-Puelles. Le but du livre est d’élucider tel et tel point obscur dans la théorie de ces auteurs, l’intention première restant cependant de revendiquer l’existence d’une philosophie espagnole[100] : « Je considère non seulement comme faux, mais aussi comme pervers, de nier l’existence d’une métaphysique profonde dans l’Espagne des cent dernières années. Et il m’apparaît pénible que l’on ait à l’inverse tant élevé et trahi un grand poète comme Unamuno, dont les cris émotionnels et contradictoires ne permettent pas de l’inclure dans la nomenclature des philosophes »[101].
- Río arriba. Memorias (littér. À contre-courant, 1995). Ces mémoires de Fernández de la Mora, écrites quand il était ancien diplomate et ancien ministre, et couronnées de la 21e édition du prix Espejo de España, sont littéraires et évocatrices plutôt que proprement historiques, ce dont se ressent l’exactitude historique en quelques occasions[102].
- El hombre en desazón (littér. l’Homme en désarroi, 1997). Fernández de la Mora veut par ce livre faire œuvre de réalisme, en assumant le constat que l’homme est un être imparfait et que des choses innombrables sont hors de sa portée dans tous les domaines. Ayant ainsi démystifié l’optimisme moderne, l’auteur met en garde que si l’homme ne se prête pas à la catharsis telle qu’esquissée dans le livre, après prise de conscience de sa nature d’être de finitude et d’imperfection, il risque de tomber dans toutes sortes de fictions et de dérobades, faisait de lui un être maudit. Le livre déborde sur le plan éthique en faveur d’une certaine retenue stoïque[102].
- Sobre la felicidad (littér. À propos du bonheur, 2001). Cet ultime ouvrage de Fernández de la Mora analyse le bonheur, qu’il définit comme l’équilibre entre ce que l’on possède et ce que l’on désire. Le mieux en effet est la modération, soit encore le stoïcisme[102].

### Vie privée
Fernández de la Mora avait épousé à Noia en 1950 Isabel Valera Uña, avec qui il eut quatre enfants,. Il a fait don des terrains où se trouve actuellement la mairie de Poio (dans la province de Pontevedra, en Galice). Au cours de sa vie, il se vit décerner 14 Grandes Croix, nationales et étrangères, dont en particulier la décoration espagnole de plus haut rang, l’ordre de Charles III. En reconnaissance de son œuvre au ministère des Travaux publics, il reçut une médaille d’or de douze provinces différentes.
Dans ses dernières années, et jusqu’à sa mort à l’âge de 77 ans, s’il se tenait à l’écart des engagements publics, il poursuivit son activité intellectuelle par le biais de livres, d’articles, de cours et de conférences, et en dirigeant la revue Razón Española. Il est mort victime d’un infarctus du myocarde à son domicile de Madrid. Il avait auparavant fait don de sa précieuse collection d’argenterie au musée de Pontevedra.

## Récompenses
- Ordre d'Alphonse X le Sage (1969)[103]
- Grande croix de l’ordre du Mérite civil (1970)[104]
- Grand Cruz (avec insigne blanche) de l’ordre du Mérite aéronautique (1971)[105]
- Grande croix de l’ordre d'Isabelle la Catholique (1972)[106]
- Grande Croix de l’ordre civil de la Santé (1972)[107]
- Grande Croix de l’ordre du Mérite militaire (1973)[108]
- Ordre de Charles III d'Espagne (1974)[109]

## Pensée
La pensée de Fernández de la Mora présente dans l’ensemble des doctrines conservatrices espagnoles l’originalité d’avoir abandonné la positionnement contre-révolutionnaire traditionnel fondé en particulier sur le catholicisme, et d’avoir préconisé en lieu et place une vision nouvelle libérale conservatrice, centrée sur des arguments de développement économique et technique. Sa pensée est importante pour comprendre l’orientation du régime franquiste des années 1960 et suivantes.

### Obsolescence des idéologies
Un élément clef de la pensée politique de Fernández de la Mora est la critique des idéologies, qui doivent selon lui être rejetées pour raisons fonctionnelles autant que structurelles. Elles exaltent la passion et confèrent à celle-ci, par un simulacre de rationalisation, une légitimité politique.

#### Définition et caractéristiques des idéologies
Fernández de la Mora définit l’idéologie comme « une [...] philosophie politique simplifiée et vulgarisée » et comme une « version populaire et pragmatique d’un système d’idées ». La rectification la plus significative qu’il apporta ultérieurement à cette définition originelle est l’ajout du dramatisme ou pathétisme comme élément consubstantiel des idéologies, que la rationalisation de l’histoire qu’il se propose d’accomplir devra éliminer.
En dépit de leur apparence rationnelle, les idéologies comportent une forte charge pathétique, laquelle présente deux dimensions, celle d’origine, en tant qu’elles figurent comme élément rationalisant des desseins ou des pulsions émotionnelles des idéologues, et une seconde, en rapport avec l’effet recherché, qui est de déclencher des réponses passionnelles. L’idéologue se signale principalement — et se différencie de l’intellectuel authentique — par sa grande soif de pouvoir ; ses apparences intellectuelles et ses productions culturelles sont toutes au service de la réalisation de ce seul but, et les idéologies ne sont autres que des créations pseudo-intellectuelles conçues pour assouvir cette soif et dont le mode opératoire est de projeter sous forme de schémas prétendument scientifiques les désirs de leurs créateurs. L’apparence rationnelle agit comme élément de légitimation propre à dissimuler la primauté du pathétique dans les idéologies en même temps que les véritables desseins privés qui leur président.
Par cette immixtion de pathétisme, les idées se muent en idéologies, qui à leur tour permettent d’instrumentaliser l’intelligence et de corrompre ainsi les intellectuels, lesquels se transforment en idéologues dès lors qu’ils mettent leur travail intellectuel au service d’une volonté politique irrationnelle, c’est-à-dire abdiquent, en faveur de la satisfaction de ce désir, leur mission de recherche de la vérité. Aussi l’idéologue, créateur d’idées, se trahit lui-même en poursuivant une finalité appartenant au champ passionnel et au non-rationnel et étrangère à la nature propre des idées,. La volonté de pouvoir est irrationnelle en ceci également qu’elle est capable de corrompre les mécanismes techniques de la raison ; la subordination de la raison à des intérêts personnels libère alors le potentiel de malignité de celle-ci,.
Vu que les idéologies surgissent comme instrument politique en vue de mobiliser les masses, elles ne sauraient être des systèmes complexes d’idées, mais un ensemble de recettes simplistes portant sur la façon d’organiser la société. Leur pouvoir émotionnel reflète leur fonction de persuasion et de mobilisation, comme instrument au service d’intérêts de classe. Leurs effets et leur potentiel émotif se canalisent par le biais de deux concepts : enthousiasme et tension. Leur habillage logique répond au souci d’en occulter, sous l’apparence d’un énoncé scientifique, le caractère manifestement émotif. Les idéologies ne sont pas des systèmes d’idées cohérents et complexes, mais des schémas épistémologiquement défectueux et composés non pas simplement d’idées « simplifiées » ou « élémentaires », mais souvent aussi de « pseudo-idées ». Le vernis de rationalité qui les recouvre les transforme en « sortilèges partidaires », et, partant, détermine leur condition de « mensonge politique ». Certaines élites, en quête de la satisfaction de désirs personnels, exploitent les idéologies comme faux schémas pour pousser les masses à l’action. La vulgarité des idéologies a cependant pour corollaire que la marche de l’histoire, qui s’accompagne d’une complexité croissante de l’existence et se confond pour l’auteur avec une rationalisation progressive, rend douteuse leur perpétuation ; ce que l’auteur envisage donc est une mort fonctionnelle des idéologies, sous l’effet de leur perte de pertinence sociale et de force de mobilisation,.
Le fonctionnement des idéologies repose fondamentalement sur l’inoculation de passions dans les masses, pour servir l’objectif premier, qui est de susciter des réactions de mobilisation enthousiaste et d’adhésion à l’idéologie concernée, processus où l’effet pathétique est la condition de leur succès. Le propre des idéologies consiste à provoquer des polarisations teintées de violence. La mobilisation recherchée requiert une adhésion maximale, ce pourquoi elles cultivent une attitude extrémiste et belliqueuse. « Elles ont leurs prophètes et leurs martyrs », indique l’auteur, « et elles sont le plus puissant moteur des tensions internationales les plus violentes et des conflits militaires »,. Leur maximalisme et intégrisme induisent une incapacité d’entendement en proportion de leur vocation jusqu’au-boutiste et d’accomplissement absolu, et entretiennent la pugnacité vis-à-vis des positions adverses. Le côté passionné et émotionnel des idéologies abolit ce que leur fonction de tension aurait pu, comme accélérateur social, avoir de positif. Les intérêts à l’inverse, bien qu’agissant eux aussi comme facteurs de tension, le font dans une mesure relative et ont pour caractéristique de garder ouverte une possibilité de transiger ; les idéologies en revanche n’admettent pas les solutions de compromis en raison de leur maximalisme, qui n’est pas facteur de tension, mais d’hypertension, et par là de dysfonctionnement sociologique,. Les idéologies font figure de croyances, dont la caractéristique principale est qu’elles réclament une acceptation acritique ; cette sacralisation des idéologies aboutit, par leur caractère de croyance et leur maximalisme, à un système de consignes dogmatiques qui réserve au dissident et à l’hétérodoxie le même traitement que le font les religions,.
Un peuple enthousiasmé, rendu partial, ingénu, dogmatique, obsessif et élémentaire, qui s’est aliéné les valeurs rationnelles, présente désormais trois caractéristiques. Premièrement, ayant abdiqué sa capacité critique, il est une proie facile pour la tyrannie. Deuxièmement, l’enthousiasme, s’il est propice à tout type de totalitarisme, se prête davantage au totalitarisme révolutionnaire, les révolutions ayant besoin de l’enthousiasme comme carburant. Troisièmement enfin, l’enthousiasme s’obtient plus facilement là où le développement économique est moindre, attendu qu’un peuple développé voit s’émousser sa capacité d’enthousiasme,.
Par un certain nombre de particularités, les idéologies se distinguent de tout système d’idées au vrai sens du terme et ne sauraient être considérées comme un savoir philosophique ou théorique, mais, compte tenu de leur claire composante politique et de leur fonction de régulation de la vie publique, représentent une pensée instrumentale, orientée vers l’action et subordonnée à celle-ci. Elles surgissent, pour y inciter à l’action, dans les strates les plus basses de la société, et leur caractère populaire tend à démontrer leur finalité primairement militante, leurs ambitions théoriques n’étant que secondaires. Pourtant, elles s’efforcent en même temps de se maintenir dans un état de non-réalisation au regard de l’idéal qu’elles sont censées promouvoir, car elles ne renferment pas en soi de plan concret et élaboré pour atteindre ledit idéal, et ne fournissent qu’une série de modalités d’action qui ne sont qu’accidentellement en rapport avec le but mis en avant,.
Les idéologies sont un ensemble de présupposés et de recettes acceptés de façon acritique, par quoi l’idéologie est étrangère à la raison. Dès que, par une mise à l’écart de la raison, ces préjugés collectifs se sont imposés, ils se projettent sur la réalité en la déformant, rendant la raison impuissante. Ce sont les idéologies qui ont empêché que la sphère de la politique se soit rationalisée et que soit instauré un authentique règne du logos dans le champ politique,. La nature de préjugé des idéologies fait de leur acceptation un acte de la volonté et, couplée à cette volition (« volontarisme »), conduit à une rupture des processus rationnels d’examen, ce qui à son tour engendre des réactions potentiellement violentes de la part des promoteurs des idéologies.
Le rapport de l’idéologie à l’opinion est formulé par Fernández de la Mora de la façon suivante. L’opinion est une réponse transitoire au vécu, et constitue en ce sens un cas d’irrationalité subjective de type théorique. Lorsque les opinions, qui sont choses éminemment privées, se collectivisent et étendent leur emprise sur un grand nombre de personnes, elles se transforment en idéologies, et, perdant par là même leur flexibilité et leur aptitude au changement, se dogmatisent — le propre des idéologies étant justement de n’être que des opinions sur le bien commun qui, devenues collectives, en deviennent comme des réactions militarisées,,.
Pour obtenir mobilisation et adhésion, une idéologie doit se déguiser en corps de doctrine rationnel, en système scientifique, propre à occulter les éléments émotifs et les intérêts qui sous-tendent toute idéologie. La fonction des idéologies est fondamentalement d’ennoblir les passions individuelles ou de groupe qui s’y logent infailliblement, et de les camoufler par leur rationalité apparente,. À l’inverse de Marx, pour qui l’aspect rationnel de l’idéologie est purement instrumentale et ne constitue qu’un épiphénomène des conditions économiques et matérielles, Fernández de la Mora pour sa part estime que le camouflage de la réalité sous un formalisme logique et une ostensible rationalité des assertions idéologiques peut être délibéré mais aussi inconscient. D’autre part, pour Fernández de la Mora, il ne s’agit pas de travestir des rapports de classe, mais des passions individuelles, en leur donnant une apparence rationnelle pour se légitimer ; l’échafaudage pseudo-rationnel ainsi érigé a pour point d’origine une pulsion émotionnelle qui, étant inavouable, appelle la raison à son secours pour pouvoir se montrer. En effet, la dynamique idéologique résulte originellement, et antérieurement à tout examen de la réalité, d’une prise de position émotive, c’est-à-dire d’un désir, d’une pulsion passionnelle dont l’assouvissement requiert le concours des masses. Pour se légitimer auprès de celles-ci, l’idéologie se dresse comme un corpus dogmatique et théorique destiné à occulter son caractère intéressé et à la faire passer pour une aspiration universelle. Du reste, l’idéologie n’a guère besoin d’un contenu théorique fort élaboré, étant donné qu’elle vise à convaincre plutôt qu’à persuader. Il s’ensuit que les idéologies ont une incontestable composante d’imposture consciente, de dissimulation volontaire. L’idéologie est un outil avec lequel une élite s’évertue à justifier certaines prétentions irrationnelles au pouvoir et à s’acquérir, au moyen d’une théorisation fausse de la réalité, l’adhésion de la masse.
L’apparition de l’idéologue, et de l’idéologie comme outil politique, coïncide avec l’irruption des masses dans la vie politique. Les idéologies font alors leur apparition comme schémas facilement compréhensibles pour le plus grand nombre, ce qui s’accompagne d’une dévaluation épistémologique de ces idéologies, qui dès lors, victimes de leur finalité et de leur caractère de produit de consommation de masse, cessent d’être des systèmes complexes de pensée,. La mise en évidence du caractère vulgarisateur et de masse des idéologies ne peut être dissociée de deux des thèses fondamentales et étroitement liées entre elles de Fernández de la Mora. D’une part, son élitisme, qui postule, à partir d’une conception aristocratique de la raison, l’existence de certaines personnes capables d’étendre les conquêtes de la raison et figurant comme les moteurs de l’histoire et comme les véritables protagonistes du progrès de l’humanité, au bénéfice du reste de l’espèce. Cette conception a d’autre part pour corollaire l’anti-égalitarisme de l’auteur, qui signale que l’idée égalitariste, la chose « la plus invariable dans les idéaux socialistes », est un préjugé qui attente au fonctionnement le plus fondamental de la raison. Pour Fernández de la Mora, les idéologies sont fonctionnellement égalitaires en ceci qu’elles établissent un système de pensée prétendument valable pour l’ensemble de la collectivité sans prendre égard aux différences entre ses membres et que la simplicité de leurs postulats fait fi du caractère hiérarchisant de la raison. Au surplus, les masses ont pour effet d’accentuer les différences dans la capacité d’exercice de la raison, davantage que l’existence des élites elles-mêmes ; les masses en effet provoquent un surcroît d’inégalité en abdiquant leur usage de la raison, ce qui les rend plus accommodantes et plus promptes à accepter les sentences d’individus apparaissant à leurs yeux dignes de crédit,,.
Si la rationalisation est factuellement l’opposé de l’idéologisation, et attendu que la rationalisation représente le progrès, il est impérieux éthiquement de contribuer à la désidéologisation,. Néanmoins, selon Fernández de la Mora, les idéologies remplissent aussi, comme facteur de tension sociale, une fonction positive, et contribuent, grâce à la polarisation qui leur est propre et à l’égal de cet autre important facteur de tension sociale, à savoir les intérêts, à prévenir la sclérose sociale et à garantir la vitalité nécessaire à la réalisation du progrès. Toutefois, le caractère extrémiste et intégriste des idéologies, par quoi leur effet de tension se révèle incompatible avec la paix sociale, annule cet avantage.

#### Taxinomie
Fernández de la Mora a dressé plusieurs listes différentes énumérant les idéologies concrètes encore en vogue au moment de rédiger sa thèse (1965). Plus tard, se penchant plus particulièrement sur celles ayant fait irruption dans le panorama politique de l’Espagne au lendemain de la mort de Franco, il n’en relève plus que trois, auxquelles s’est entre-temps réduite la pluralité idéologique, nommément : le libéralisme, le socialisme et le communisme, mais en laissant la porte ouverte à d’autres,. Quand il lui arrive d’ajouter à cette liste le fascisme,, c’est toutefois sans le considérer comme une idéologie à proprement parler : le fascisme n’est pas une doctrine unitaire, ni même une doctrine pouvant prendre corps dans des circonstances historiques différentes ; il existe un État fasciste italien, mais il n’y a pas de fascisme comme genre socio-politique.
Socialisme et communisme ne sont pas analysés séparément, mais considérés sous le même prisme lorsque sont abordées les idéologies issues du marxisme. En effet, tant le socialisme moderne que le communisme ont le marxisme pour support théorique et ne peuvent se comprendre que par référence à cette théorisation, même si les manifestations historiques du marxisme sont multiples. Pourtant, il y a dans le magma des « socialismes » existants une constante, l’égalitarisme,. L’auteur note qu’il y a dans le socialisme marxiste deux éléments, un qui l’apparente à toute forme de socialisme, et un autre qui l’en différencie. L’élément différenciateur provient d’une certaine fracture idéologique qui s’est fait jour au sein du socialisme et a donné lieu à des courants marxistes divergents. L’élément unitaire réside dans les techniques économico-administratives, à savoir la nationalisation des moyens de production dans une économie centralisée, qui est caractéristique des socialismes et est prônée comme outil pour atteindre l’idéal égalitaire,.
Quant à l’idéologie libérale, les idéaux dont elle aspire à être le héraut sont l’autodétermination individuelle et le gouvernement du peuple par le peuple. Elle défend la primauté de l’individu sur la société,. Son incarnation historique est l’État libéral démocratique, et ses axes idéologiques sont le pluralisme, le parlementarisme, le libéralisme économique, la politisation, et la minimisation et collectivisation du pouvoir exécutif, ce qui comporte une certaine inversion du libéralisme. Le libéralisme n’a de valeur pour Fernández de la Mora qu’en tant qu’il revendique cette valeur permanente qu’est l’Homme, c’est-à-dire dans la mesure où il possède une substance éthique. À l’inverse cependant, son caractère d’a priori, son alliance avec la méthode démocratique et la dogmatisation de ses idéaux tendent à l’invalider.

#### Société post-industrielle et caducité des idéologies
Selon l’auteur, l’État tend à la désidéologisation ou à la rationalisation politique à partir du dernier tiers du XXe siècle, à proportion qu’augmente le niveau de développement des sociétés occidentales,. Tant du point de vue scientifique que fonctionnel, les idéologies ont de moins en moins cours et perdent de leur vigueur, et tout porte à penser que les circonstances leur seront de plus en plus défavorables. La thèse de Fernández de la Mora, outre de se vouloir une analyse factuelle — les faits indiquant que les idéologies, de par leurs caractéristiques propres, se heurtent à une résistance aboutissant à leur remplacement progressif —, présente aussi une dimension normative en ce qu’elle invite le public à accélérer ce processus d’attrition,. « Les peuples ne demandent plus d’idéologues, mais des experts », affirme l’auteur, et souhaite une riposte doctrinale et publique à ceux qui font montre d’« obstination aveugle et s’opiniâtrent non seulement à ressusciter des panacées anachroniques, mais encore à enfermer la collectivité politique de leurs compatriotes dans la crépusculaire dialectique des idéologies »,. Fernández de la Mora en veut pour preuve le fait que « l’Espagne présente un degré d’idéologisation énormément inférieur à ce qu’il était il y a trente ans ; mais légèrement supérieur à celui qui devrait lui revenir compte tenu de son actuel développement culturel et économique ». Vu l’un et l’autre constat, « dénoncer la décadence des idéologies n’est pas une idéologie, mais une idée ; c’est, exactement, la description neutre d’un fait. Il ne part d’aucun présupposé idéologique : socialisme, libéralisme et communisme me paraissent dans une égale mesure en dégénérescence ».
La « loi de désidéologisation » (ley desideologizadora) découle, selon Fernández de la Mora, de la constatation objective de ce que « les idéologies sont en crise ; le fascisme s’est éclipsé, le progressisme a vieilli, le socialisme et le conservatisme se sont rapprochés jusqu’à perdre bon nombre de leurs traits singuliers, et la grande dualité libéralisme-communisme est en train de perdre de sa pertinence ». Il relève d’autre part que même en Occident, « le mythe hautain de la liberté, qui était l’ingrédient de base de l’idéologie dominante, est en train de céder le pas à une aspiration modeste et concrète, qui est fondamentalement un intérêt : le bien-être et la sécurité sociale ». Selon l’auteur, on assiste à « un glissement vers des dimensions réalistes, vers des valeurs politiques modestes, concrètes et mesurables. Les idéologies, c’est-à-dire les pseudo-philosophies sociales avec leur cortège de grands mots et de concepts de caricature, traversent une crise de désintérêt et de méfiance généralisés »,.
Le crépuscule des idéologies est vu comme un processus graduel, bien qu’irréversible. Les idéologies périclitent, mais pour l’heure, leur fin définitive est seulement un horizon qu’on ne fait qu’entrevoir. Il est patent toutefois que le processus en cours culminera avec la disparition totale des idéologies ou, du moins, leur relégation aux confins de la pathologie sociale,.
L’Espagne de la décennie 1960 vit un moment décisif, par l’émergence de ce que l’auteur perçoit comme un nouveau type de société. Le processus crépusculaire se déroule dans un contexte social nouveau se caractérisant notamment par un changement de modèle productif, une prédictibilité des phénomènes sociaux et le renouvellement des structures administratives et politiques. Le crépuscule des idéologies n’est autre qu’un corollaire politique d’un modèle social nouveau, d’un nouveau type de société dite post-industrielle, qui impose en un certain sens un nouveau modèle de rationalité et dont l’apparition s’inscrit dans un processus de rationalisation au diapason de la marche de l'histoire.
Fernández de la Mora s’applique à détailler les traits cardinaux de cette société post-industrielle. C’est, en premier lieu, l’émergence d’une économie du savoir, entraînant une nouvelle étape dans le processus de rationalisation, et la prééminence de la recherche théorique sur l’activité purement productive, dont le corollaire est une revitalisation de la raison théorique, facteur de dissolution des idéologies. En deuxième lieu, Fernández de la Mora mentionne la « technologie intellectuelle », avec six caractéristiques : 1) la production est pilotée et planifiée par une technostructure, et l’économie n’est donc plus soumise aux dictats de la demande ; 2) à la souveraineté du consommateur se substitue l’égide de la technostructure ; 3) la relation des grandes entreprises avec l’État se renforce, par suite de leur besoin d’une demande globale, d’une stabilité des prix, de spécialistes formés, etc. ; 4) l’objectif de l’économie a cessé d’être la maximalisation des bénéfices, vu que les technostructures sont intéressées davantage à « l’expansion de l’entreprise et au raffinement technologique », d’où le basculement d’une économie vouée aux bénéfices vers une économie de l’innovation, mieux en rapport avec une société de l'information ; 5) la technostructure est plus attentive au bénéfice de la communauté dans son ensemble, du pays tout entier, et n’est inféodée à aucun parti ; 6) la technostructure peut prendre place dans une économie socialiste autant que capitaliste. Le phénomène de la technostructure comme classe dominante est le reflet de la « technologie intellectuelle » propre à la société post-industrielle,. La société post-industrielle correspond aussi à la transition d’une économie de biens vers une économie de service, processus interprété par Fernández de la Mora comme une « dignification des nécessités », se traduisant par une expansion relative du secteur tertiaire aux dépens de l’industrie et de l’agriculture. Cette transition contribue à la décadence des idéologies en ce qu’elle induit une extension de la propriété et un rapprochement solidaire des groupes autour du concept d’intérêt,,. En résumé, la société post-industrielle est un élément de première importance dans la dissolution des idéologies, plus particulièrement par la mise en avant et la revalorisation de l’intelligence, par le haut niveau de technicité, et par l’importance décroissante de concepts appartenant à la société industrielle.
D’autre part, la société post-industrielle se caractérise aussi par une haute technicité des processus sociaux, qui rend très complexes l’analyse et le contrôle du social, et rend caduques les schémas proposés par les idéologies, car devenus inexacts. Cette technification se traduit par la forte mathématisation des sciences sociales, conséquence notamment de la volonté de prédire et anticiper les tendances sociales à l’aide de données statistiques. À l’inverse, les analyses idéologiques apparaissent par trop simplificatrices et ne satisfont pas à la nécessité de rigueur et d’exactitude que requiert un environnement hautement technifié, où les idéologies et leurs recettes rigides et simplistes se révèlent inaptes à prédire les nouvelles tendances, à saisir une réalité complexe et hautement technifiée, et à servir d’outils pour la prise de décision.
Cependant, tient à préciser Fernández de la Mora, la critique des idéologies vise à une défense non pas des technocrates, « mais des experts, c’est-à-dire de ceux qui connaissent quelque chose à ce dont ils s’occupent » ; ainsi technique et développement figurent-ils comme les traits les plus accusés de notre temps, et comme les éléments destinés à se substituer aux idéologies.

#### Symptômes du déclin des idéologies
Fernández de la Mora recense les signes qui témoignent de la perte d’impact des idéologies. Le premier est l’apathie politique, défini par lui comme une indifférence à la lutte pour le pouvoir, c’est-à-dire au combat idéologique, attitude qui pour autant n’implique pas nécessairement un désintérêt à l’égard du politique ou une abdication de toute la société, non plus qu’une suspension du jugement sur ce qu’est le bien commun ; cela indique que le désintérêt envers la dialectique idéologique porte les gens à s’abstenir de participer aux élections,. Un autre signe de ce que les idéologies perdent de leur pouvoir de mobilisation, est la baisse des affiliations aux partis politiques et du militantisme de parti, en même temps que d’autres organisations, tels que les syndicats et les associations de loisir, voient augmenter le nombre de leurs adhérents,. S’y ajoute la décadence de la presse politique,.
Par l’élévation générale du niveau culturel, les masses sont désormais douées d’une plus grande capacité de critique, ne se contentent plus des condamnations et sanctions sommaires émanant des idéologies, et réclament des argumentations rigoureuses, des projets techniques et des solutions pertinentes. La tension émotionnelle dont vivent les idéologies en est, du point de vue social, réduite à l’inocuité. L’enthousiasme, « amplificateur de l’émotivité », est remplacé dans une mesure croissante par le consensus,.
L’emprise de la technique gestionnaire au détriment des idéologies se traduit par une déshumanisation de l’État, autrement dit par la spécialisation de l’appareil d’État, par la distanciation, la dépersonnalisation de l’autorité politico-administrative, par la procéduralité des rapports avec l’État, la mécanisation des réponses de l’État, et de là par la rupture des liens affectifs entre gouvernants et gouvernés.
Un autre symptôme encore est ce que Fernández de la Mora appelle la « convergence des idéologies ». La perte de vigueur dogmatique des principales idéologies est propice à ce que le socialisme et le libéralisme tendent vers une confluence, c’est-à-dire vers un point intermédiaire où, renonçant à une part essentielle de leur projet idéologique, ils viennent se situer sur un plan notablemente plus réaliste,. Aussi les techniques économiques et administratives du socialisme ont-elles pu s’imposer dans le monde entier, et des régimes, censément contraires au socialisme, se sont-ils approprié ces techniques, réussissant en pratique à les mettre en œuvre de manière plus efficace,, comme en témoigne l’exemple du SPD allemand lors du congrès de Bad Godesberg,. Le socialisme renonce à ses principaux dogmes, dont la propriété collective des moyens de production, et accepte l’économie de marché. En contrepartie, le libéralisme est amené à abandonner quelques-uns de ses principes, dont le mythe de la liberté et la représentation, tous deux répudiés peu à peu en faveur de la sécurité et du contrôle et suivi permanents (fiscalización) du pouvoir. La tendance actuelle, admise et pratiquée dans les pays libéraux, pousse à la juridicisation et à la législation de toute activité, par quoi la liberté individuelle subit un rétrécissement progressif, et se mue en une « liberté négative », c’est-à-dire limitée par celle des autres citoyens,.
Les déficiences théoriques et pratiques de l’économie libérale la contraignent à accepter une certaine intervention de l’État dans l’économie. Le néolibéralisme est, dans l’acception de Fernández de la Mora, une correction du libéralisme pur, par quoi a été acceptée, par une sorte de synthèse avec le socialisme, le contrôle de l’État. On constate un changement de mentalité chez les masses, lesquelles optent pour la sécurité aux dépens de la liberté,. Il s’ensuit une relativisation de la distinction gauche / droite, qui s’est vue dépouillée de sa dimension idéologique, sans certes pour autant être dénuée désormais de tout contenu objectif, déterminé par la part d’étatisme retenu dans chacune des positions politiques,. « Très récemment », note l’auteur en 1965, « les symptômes adverses se sont exacerbés et multipliés. L’un des plus frappants est la progressive substitution des idéologies par les plans techniques et économiques dans les programmes de gouvernement ».

### Apologie de la raison

#### Caractérisation de la raison etraisonnalisme
Fernández de la Mora pose que « le propre de la raison est la véracité systématique et le révisionnisme permanent », et appelle à exiger des intellectuels qu’ils appliquent la raison pure, quel que soit leur domaine de connaissance. La politique, l’économie, la sociologie et l’administration doivent être considérés comme des « sciences et non comme du dilettantisme »,.
L’auteur fait le distinguo entre rationalisme (« racionalismo ») et raisonnalisme (« razonalismo »), néologisme de son invention. Dans le rationalisme, la charge de la découverte de la vérité incombe certes à la raison, mais la réalité y reste, du moins dans une large mesure, marginalisée, car la raison rationaliste n’éprouve guère le besoin de se référer à la réalité, laquelle est dénuée de sens si ce n’est par sa relation à un univers conceptuel. Pour le raisonnaliste au contraire, la voie véritablement rationnelle suppose que la raison procède selon un mouvement de va-et-vient du réel au conceptuel, en corrélant, par la déduction et l’induction, ces deux aspects entre eux. Dans la vision raisonnaliste, le réel garde la prééminence sur le conceptuel et la raison se donne pour tâche d’explorer le monde réel, qui est donné a priori, et où elle doit se plonger pour apporter au système conceptuel fondement et confrontation, ce pourquoi la raison demeure ancillaire envers l’univers ontologique ; elle ne saurait donc être créatrice de réalité, mais est constitutive de celle-ci. Fernández de la Mora dénonce l’anti-empirisme du rationalisme, pour lequel le véritable centre d’intérêt est la raison en elle-même et pour qui le réel ne figure que comme horizon de projection d’entités idéelles. Pour autant, la raison raisonnaliste, ne poursuivant a priori aucun but pratique, n’est pas non plus une raison utilitaire ou instrumentale au service d’une praxis déterminée, au rebours de la raison idéologique où la praticité prime. Fernández de la Mora ne méconnaît donc pas la valeur cognitive du réel, soulignant que la pensée ne se construit pas dans le solipsisme typique du rationalisme pur, mais que la connaissance est un processus de confrontation de la raison avec la réalité, ; inversement, si pour le raisonnalisme le niveau théorique reste central et la pratique un corollaire de celui-ci, et non son guide, cela n’entraîne pas pour autant une dérive abstraite, c’est-à-dire une déconnexion d’avec le réel et d’avec les conditionnements de l’action pratique. Ce qui distingue le raisonnalisme de l’idéologisme est le fait que l’impulsion théorique est substantive et déterminante vis-à-vis de l’action. La raison possède une certaine autonomie devant le réel ; une fois « affectée » par un contenu que lui a imposé le réel, la raison opère, jusqu’à un certain point, de façon autonome,.
Le raisonnalisme part du constat que l’être humain héberge de grandes doses d’irrationalité, par suite d’un usage indu ou défectueux de la raison. Cette irrationalité est une conséquence néfaste de la nécessité d’une connivence de la raison avec la volonté, la raison ayant besoin, pour sa mise en marche, d’une pulsion préalable de la volonté ; cette nécessité cependant « peut être orientée vers la tromperie et vers le sophisme ». La rationalité ne se trouve chez l’homme qu’en puissance et ne lui est pas donnée par héritage génétique, mais constitue une conquête personnelle : l’exercice de la raison requiert une décision volontaire, davantage qu’une aptitude particulière initiale. Le raisonnalisme, quoique postulant la supériorité de la raison, admet une certaine prééminence opérative de la volonté,,. Toutefois, la volonté, qui use de la raison comme outil pour éclairer telle zone ou tel objectif où elle a fixé son attention, peut diriger la raison vers des buts non rationnels, comme c’est le cas p. ex. des idéologies dans leur phase théorique et justificatrice.
Le mauvais usage de la raison, dans le but de justifier ses propres intérêts et non pour rechercher la vérité, équivaut à une entorse à l’éthique. Il s’ensuit que l’éthique constitue un cadre nécessaire à configurer une volonté qui soit portée vers le bien et la vérité et à faire barrage à l’arbitraire d’une volition agissant comme mécanisme aveugle d’action. La raison est, pour Fernández de la Mora, éminemment éthique,.
Laisser toute licence à une liberté mal comprise et célébrée comme valeur suprême a fini par écarter du champ de l’éthique toute rationalité, et par diluer toute définition du bien, puisque, dès lors que la liberté fait l’objet d’une divinisation, du coup n’importe quelle position morale subjective se trouve légitimée. La rationalité éthique implique une définition plus ou moins stable de ce qu’est le bien, qui s’impose par là comme un élément coercitif pour l’individu. Face à la faiblesse normative d’une éthique déliée de la raison, les prescriptions de celle-ci offrent à l’inverse sécurité et unité. À l’opposé du libertarisme, la raison est impérative au sens où elle dicte le bien et la certitude de manière univoque. Ce côté despotique de la raison fait écho au réalisme qui nous fait constater les étroites limites de la liberté d’action de l’homme. En réalité, c’est la raison qui procure la plus grande liberté, par ceci que la liberté est potentialisée dès lors que nos actions sont mises en adéquation avec les prescrits de la raison, ce qui nous permet non pas tant de choisir que de calculer les conséquences de nos choix.
Le projet de la raison est un projet toujours inaccompli, sans que cela ne remette aucunement en cause sa validité,. Pour l’auteur, le rationalisme implique aussi, de façon générale, un agnosticisme religieux.

#### Connexité entre développement et prévalence de la raison
La conception de l’histoire comme un processus d’instauration progressive de la rationalité, c’est-à-dire d’expulsion hors de la sphère publique de la dimension passionnelle de l’homme, est l’une des thèses clef de la pensée de Fernández de la Mora,.
Le progrès rationalisateur est, selon l’auteur, en lien étroit avec le niveau de développement d’une société donnée, d’où il vient que les sociétés les plus avancées déploient des politiques plus rationnelles, autrement dit plus désidéologisées. Le développement économique et la hausse du bien-être matériel s’accompagnent d’une baisse de la capacité d’enthousiasme social, ce dernier restant circonscrit aux sociétés dont la prospérité se situe aux niveaux les plus bas,. Le développement économique va de pair avec une élévation du niveau culturel des peuples et, corollairement, avec une mise à l’écart progressive des idéologies,. Toute avancée d’une société se produit en premier lieu grâce à la capacité d’analyser rationnellement la réalité en vue de l’assujettir. Le progrès économique dérive du progrès culturel, et le développement n’est donc pas seulement économique, mais est aussi la sublimation de ce qu’il y a de plus noble en l’homme, qui est la raison,. La grandeur de l’exercice de la raison réside dans la capacité de l’homme à se dominer soi-même et à dominer le monde ambiant par le moyen de la science et de la technique,.

#### Raison contre idéologie
Étant donné que les idéologies sont sources de régression et de dysfonctionnement, concourir à accélérer leur disparition est, pour Fernández de la Mora, un impératif moral,. La recherche du bien de l’espèce humaine est pour l’auteur le fondement de l’éthique et le critère fondamental de la moralité ; les normes de comportement doivent se rapporter, non au sujet seul, mais à l’espèce en général. Cette identification entre bien individuel et bien commun n’a nul besoin d’explication métaphysique laborieuse,.
L’édition révisée et augmentée de El crepúsculo de las ideologías de 1968 introduit la notion de « nouvel idéal » et souligne avec plus d’insistance encore la dimension éthique de la désidéologisation, qu’il est moralement requis de stimuler. L’auteur ne doute pas du caractère inexorable du processus de désidéologisation, en dépit de la résistance de différents facteurs, tels que l’inertie des usages, les partis idéologiques, les vieilles rhétoriques, la politique comme luxe et passetemps, et autres dispositifs de freinage,. Ainsi la thèse crépusculaire de Fernández de la Mora comporte un pronostic social argumenté, s’appuyant sur un système philosophique qui appréhende l’histoire selon un axe rationalisateur et déploie une vision optimiste du progrès humain.
Le concept de « crépuscule idéologique » vient donc s’imbriquer dans une conception bien arrêtée de la raison, mais le fait a posteriori, vu que cette conception était à peine ébauchée à la date de publication du Crépuscule des idéologies (1965) et que ce n’est qu’après la fondation de la revue Razón Española que sa pensée philosophique n’a commencé à se structurer. Son rationalisme est fondamental pour comprendre — fût-ce après coup — sa pensée politique. L’auteur considérait la raison comme le concept central de son œuvre et de sa vie. En quelque sorte, sa théorie politique peut être cataloguée comme un « rationalisme politique », la raison étant pour lui le principal pilier sur lequel bâtir une véritable théorie analytique de l’État et de la société. Cette importante intuition politico-philosophique ne prendra pas corps avant que l’auteur ne se soit attelé à élaborer son projet philosophique dans la décennie 1980, lequel projet n’a malheureusement pas fait l’objet d’une mise en forme structurée et systématique sous les espèces d’un volume.

#### Dialectique de la raison et ambition d’une synthèse rationnelle totale
La raison ordonne le réel en l’intégrant, par une action quasi-« chirurgicale », dans un système, avec pour but ultime d’absorber le réel tout entier, ou la connaissance que l’homme en a, dans un système cohérent au moyen duquel l’homme serait en mesure de rendre compte des relations que régissent le réel. La finalité de la raison raisonnaliste, poussée jusqu’à ses conséquences les plus radicales, est l’édification d’un système explicatif exhaustif des interrelations de la réalité. Pourtant la pensée de Fernández de la Mora est éloignée d’un tel maximalisme optimiste, vu que les capacités de la raison, bien qu’incalculables, ne sont pas infinies et que la complexité insaisissable du réel rend impossibles la connaissance du réel dans sa totalité et la conception d’un système corrélationnel absolu,. S'y ajoutent le caractère provisoire des instruments de la raison et le constat que celle-ci semble parfois subir des reculs, quand quelques-uns de ses postulats tenus pour certains peuvent par la suite se révéler faux, soit par l’expérience, soit par l’apparition d’une explication corrélative plus largement englobante et plus rationnelle.
Les produits de la raison sont des lois stables qui tentent de rendre compte d’une réalité qui, en plus d’être complexe, apparaît également dynamique et changeante, ce pourquoi la raison ne se construit pas par une accumulation statique, mais par une adaptation dynamique au réel. Il y a un décalage irréductible entre le dynamisme propre au réel et le caractère statique des produits de la raison, lesquels doivent donc être soumis à une révision, à une critique et à une actualisation constantes. Le manque de capacité critique chez les individus renferme un risque élevé de dénaturation de contenus initialement rationnels,.
En conséquence, la raison progresse dialectiquement, ce qui implique un dépassement constant des produits intellectuels antérieurs ; toutefois, la dynamique de dépassement n’est pas destructive et ce qui a été dépassé est destiné à se réintégrer dans le système. Par cette dialectique, où rien n’est acquis une fois pour toutes et où chaque vérité doit continuellement être justifiée, la raison adopte une attitude polémique vis-à-vis de ses propres produits, ce qui lui permet de s’adapter progressivement à la réalité et à la survenue de nouveaux éléments,,. Une propriété de la raison de Fernández de la Mora est d’insérer toute connaissance du monde dans son système sans que pour autant cela ne conduise à un anéantissement des savoirs existants. Mais inversement, la raison, dans son incessant effort de perfectionnement de soi, exige la révision constante des savoirs logés dans son système. La marche de cette dialectique peut intempestivement être suspendue chaque fois que la volonté le décide, d’où il ressort que la volition (volontarisme) représente l’une des grandes menaces pour la raison,.Ces limitations admises, il demeure que la raison s’élargit sans restriction, que son déploiement est en croissance perpétuelle et que rien dans le réel n’est totalement hors de sa portée ; toutefois, si la raison embrasse tout, c’est en puissance seulement, selon un potentiel ne pouvant s’actualiser que partiellement.

#### Raison et langage
Pour agir, la raison a besoin de la médiation du langage. La pensée en effet s’articule linguistiquement en ceci que ses produits, les entités idéelles, doivent être énonçables au moyen de mots et de signes, d’où la nécessité de disposer à la fois d’un langage obéissant aux lois de la logique et d’une pensée qui soit formulable au moyen de ce langage. Seul un langage capable de s’accorder structurellement avec le réel, c’est-à-dire dont les corrélations, à l’instar de la réalité devant laquelle elle se présente, soient logiques, rend possible la pensée,.
Bien que le langage soit le grand outil de l’homme, vu qu’il fonde la communicabilité et, par là, est la condition de possibilité de la dialectique et de la révision permanente de la pensée, il présente de grandes carences. À l’égal de la pensée, il fonctionne de manière approximative et assertoire ; à l’égal de la raison, il ne parvient jamais à s’ajuster totalement au réel et à la pensée, et a besoin d’être épuré pour que sa capacité dénotative soit la plus rigoureuse et la plus logique possible,.

#### Raison et passion
Les désirs, suppositions, croyances, sentiments et autres éléments irrationnels dont chaque être humain est habité, loin d’être d’importance marginale, jouent un rôle fondamental chez l’homme, mais n’enlèvent rien à la primauté du logos sur le pathos. L’information qu’apportent sentiments et émotions est anarchique et rudimentaire et n’est guère plus élaborée, théoriquement ni pratiquement, que les mouvements d’attraction ou de répulsion. La valeur substantive des émotions réside dans leur action motrice et secondaire, au sens où elles sont susceptibles de mettre en marche l’action de l’intelligence. L’émotivité n’est pas pleinement contraire à la raison, de même que la raison n’est pas étrangère à la recherche du bonheur,.
Cependant, la raison démontre sa supériorité sur deux plans. Sur le plan cognitif, la raison non seulement formule des jugements d’adéquation subjective de certaines passions, mais encore est capable de remonter jusqu’aux causes de cette adéquation. Face au caractère vague et informe de la connaissance obtenue par l’émotion se tient l’appréhension corrélationnelle et systématique que permet la raison. La raison montre aussi sa supériorité sur le plan de la recherche du bonheur. Sentiments et émotions dirigent l’homme vers une vision du bonheur équivoque et malaisée à circonscrire, inatteignable, et qui en cas de critères de bonheur non rationnels laisse l’homme dans une situation de perpétuelle insatisfaction. Le bonheur se réalise quand le sujet rationnel perçoit une proportionnalité entre ce qu’il désire et ce qu’il possède, c’est-à-dire quand ce qu’il possède correspond exactement à ce qu’il veut. Le bonheur, qui garde un côté fictif, est malléable et tributaire d’une équation qui dépend du jugement du sujet,. Pour Fernández de la Mora, il est fondamental de moduler le désir sur un calcul réaliste pour arriver à une adéquation entre ce que l’on désire rationnellement et ce qui peut s’obtenir réellement. Le propre de la raison est, dans ce domaine, de modérer les pulsions maximalistes de l’homme, qui le placent dans des situations irréelles, et de minimiser ainsi la discordance entre ce qui est possédé et ce qui est désiré afin d’établir cet équilibre sur lequel le bonheur est basé. La raison accomplit ici une fonction d’épuration des éléments irrationnels. La nature déraisonnable de l’homme, que Fernández de la Mora traduit par l’expression « homme en désarroi » (hombre en desazón), ne peut se brider que par la maîtrise de soi et par la purification rationnelle. En quelque sorte, la raison remplit une fonction cathartique en rendant les émotions aptes à servir les fins humaines et en aiguillant l’affectivité vers le bonheur. La raison permet au sujet de se construire une image cohérente de la réalité et de sa propre vie, au contraire de l’émotivité,.
La raison humaine, produit de la nature, se dresse à l’avant-garde de celle-ci, en tant qu’elle permet à l’homme de se soustraire au fatalisme naturel. Par l’exercice de la raison, l’homme se hisse au-dessus des lois de la nature, s’adapte à elles et élargit le champ de ses possibilités par une domination accrue sur le réel. La raison est centrale dans la nature de l’homme et, de ce point de vue, présente une supériorité essentielle par rapport à l’émotivité, qui n’est pas spécifiquement humaine. Fonctionner plus rationnellement, c’est potentialiser ce qui appartient en propre à l’homme et donc se faire plus humain. Dans le jeu entre intelligence et volonté — où la volonté a besoin, pour vouloir, de l’intelligence, tandis que la raison a besoin, pour penser, de la volonté —, la raison démontre sa supériorité par la plus grande perfection de ses produits, étant capable en effet de produire des objets utiles, voire indispensables. C’est l’œuvre de la raison que de permettre à la volonté d’élargir son horizon et de se transformer en un vouloir réalisable, ajusté aux possibilités réelles.
La supériorité de la raison sur les émotions et sur la volonté se fonde sur sa plus grande fonctionnalité. Les émotions engendrent des comportements pouvant être dysfonctionnels, sinon préjudiciables pour l’homme : en effet, la réponse émotive face aux sensations reçues est très disparate ; il y a un déséquilibre entre l’intensité des émotions et l’information reçue ; les émotions ont la capacité de tromper, au contraire de la raison, qui en est incapable ; l’émotion dégage une information trop simpliste à partir d’une réalité en soi complexe ; les émotions sont circonscrites à une sphère très partielle du réel et ne permettent pas au sujet de s’ouvrir sur des réalités non-émotionnelles. Le constat que l’histoire humaine n’est autre que l’adaptation croissante de tous les domaines à la condition de rationalité met en évidence l’utilité supérieure de la raison.

#### Raison et élite
La raison est le principal facteur aristocratisant chez les êtres humains. La rationalité, l’emploi que chaque sujet fait de la raison, quel que soit le champ d’application concerné, est un facteur de différenciation entre les hommes tendant à instaurer deux classes. La complexité croissante de l’existence contribue à agrandir l’écart entre ceux qui cultivent la raison et les autres ; plus la vie quotidienne est rationalisée, plus la distance s’élargit entre la minorité et la masse, celle-ci devenant toujours plus dépendante de celle-là. Les sujets d’élite (egregios) sont ceux qui, pour s’être avisé du caractère provisoire des produits de la raison, ne cessent de s’interroger, y compris même à propos de ce qui est universellement tenu pour certain. Ainsi, c’est dans sa théorie de la raison que Fernández de la Mora trouve le principe fondateur de son élitisme,.
Les masses apparaissent peu enclines à l’usage de la raison, ce qui tend à augmenter le différentiel entre elles et les minorités raisonnantes. Le deuxième facteur d’élargissement de l’écart entre minorité et masses est l’accroissement de la quantité d’information, qui est dû principalement aux moyens de communication et qui constitue autant un facteur facilitateur de l’usage de la raison, pour les minorités ayant un accès aisé à la raison, qu’un facteur entravant la raison, vu qu’il favorise le scepticisme et l’« irrationalité moyenne ». Le troisième facteur d’aristocratisation rationnelle est le spécialisme, la parcellisation des savoirs, qui entraîne une césure entre expert et le reste des individus. Fernández de la Mora pose que la spécialisation, cette « pseudo-barbarie », est nécessaire à l’avancée de la science, en dépit de la barbarie individuelle qu’elle implique, laissant en effet le sujet dans l’ignorance d’un grand nombre de domaines de l’activité humaine.
L’individu qui choisit le parti de la raison et voue sa vie à la cultiver, emprunte une voie pénible et ardue, en rupture avec l’inertie et le pragmatisme de la masse. La caractéristique des aristocraties, rappelle l’auteur, est d’avoir des idées, et leur vertu principale est le courage. Le développement de la raison est conforme à l’éthique, attendu que toute avancée de la raison est un bien pour l’espèce, raison pour laquelle la mise à l’écart des meilleurs, en infraction du paradigme aristocratique, est immoral, car cela revient à éliminer ceux qui cultivent le principal instrument dont dispose l’humanité pour perfectionner et augmenter ses capacités,,.
La masse fait montre d’un manque de volonté, d’un certain dédain de la raison ou, à tout le moins, d’une préférence pour une vie dans le confort, doublée d’un certain mépris envers le travail de la minorité et la spéculation pure,. L’attitude de la masse est le conformisme et la recherche de la facilité, tout à l’inverse de la difficulté inhérente à l’exercice de la raison. La culture, prothèse adaptative de l’homme, est créée par quelques rares individus et non par la masse des hommes moyens qui en sont les consommateurs. La capacité créatrice de cette minorité raisonnante peut seule permettre d’accomplir la rationalisation de l’existence humaine. Que les masses, simples consommatrices de culture, s’effarouchent du dur exercice de la raison et du dévouement à la création culturelle, et abdiquent leur condition d’être rationnel ne signifie pas que l’homme moyen puisse vivre sans les produits de la raison conçus par les élites. Il y a donc lieu de laisser aux minorités raisonnantes le loisir d’exploiter la capacité créatrice de la raison,,,.

#### Impératif moral et idéocratie
Au départ du dualisme pathos/logos, ou émotivité/raison, et poursuivant l’œuvre des principaux philosophes espagnols du XXe siècle, Fernández de la Mora définit « une théorie de la perfectibilité éthique de l’être humain », qui pose que la définition du bien et du mal ne dépend pas de la tradition ou de la révélation, mais de l’analyse rationnelle, et que les actes politiques en particulier se jugent d’après leur finalité qui est le bien-être de l’homme. L’éthique qui fonde le raisonnalisme de Fernández de la Mora est le stoïcisme, encore que basé non sur l’impassibilité, mais sur la maîtrise de soi,,. La proposition raisonnaliste et idéocrate, loin d’être une tentative de soustraire à la morale la pratique politique ou la vie humaine en général, vise à l’inverse à revaloriser la thématique morale et de la réintroduire dans la sphère politique.
Aucune discipline technique n’est apte à définir les finalités d’une communauté politique, et l’idéocratie ne suppose pas la substitution de la technique à l’idéologie, mais le remplacement de celle-ci par les idées, principalement par celles proposées par l’éthique et les sciences sociales,. L’idéocratie implique la soumission à l’éthique, laquelle est, selon Fernández de la Mora, une discipline aussi universelle et aussi fixée que peut l’être la science physique. Les désaccords sur le contenu de l’éthique, comme science des finalités, sont notablement moindres que dans les idéologies, et même que dans nombre d’autres disciplines. L’auteur nie que l’éthique puisse dépendre d’un choix de valeur qui conduirait à une pluralité éthique, mais, posant que l’éthique est une discipline objective où la détermination du bien n’est sujette à aucun relativisme, postule une éthique unique : l’éthique du bien, où celui-ci, et donc le système de normes dont il est le soubassement, peut se déterminer rationnellement. La liberté morale ne consiste pas à fixer créativement les prescriptions morales, mais en la faculté de leur donner suite ou non. Au non-relativisme de l’éthique et à l’objectivité des prescriptions morales correspond la possibilité de les déterminer rationnellement, ce qui constitue la mission des experts en finalités.
L’idéocratie, et la mise en avant des idées rigoureuses provenant des sciences, ne signifie pas une déshumanisation, mais au contraire une potentialisation de ce qu’il y a de plus humain en l’homme,. Quant à l’aspect politique, il garde sa pertinence en idéocratie, à deux égards : d’abord, avec la figure de l’expert en finalités, ensuite, par la dimension polémique de la politique, qui fait droit à l’irrationalité, l’auteur en effet ne souhaitant pas éradiquer l’irrationalisme, dont le représentant dans la vie collective, le chef charismatique, et son antagoniste, seront maintenus, ce qui en somme donnera un certain droit de cité à la dimension irrationnelle de l’homme.
Aussi la raison est-elle substantiellement éthique et l’éthique doit-elle, pour garder quelque validité dans sa recherche du bien, se faire rationnelle. Tout effort pour écarter l’éthique du domaine de la raison contredit la réalité de la raison comme principal élément potentiel apte à faire naître un système de normes morales. L’élimination de la subjectivité arbitraire par l’exercice de la raison permet seul le calcul et la prescription rationnels, et non l’égoïsme volitionnel. Par le biais du calcul rationnel, l’on peut parvenir à des actions morales qui prennent en considération non seulement la faisabilité physique, mais aussi l’ajustement au contexte social et moral dans lequel s’inscrit le sujet,,. En outre, la raison est susceptible d’édicter des préceptes moraux à partir d’un décryptage du réel, puisque des normes peuvent se déduire d’éléments purement factuels. Il s’agit de trouver un élément ou principe factuel qui permette de fonder une légitimité morale, convertible ensuite en règle d’action universelle, mission que le relativisme moral est inapte à remplir.
Il est nécessaire de pouvoir se rapporter à un principe répondant aux prérequis d’être stable, prélégal et matériel. Êtres humains et animaux ont ceci en commun que la préservation de l’espèce est la base de la normativité et fournit la règle fondamentale sur laquelle les préceptes moraux viennent s’appuyer. C’est ainsi que, selon Fernández de la Mora, s’obtient une moralité objective, stable, matérielle et autonome, constituée de normes adossées non à quoi que ce soit d’étranger ou d’extérieur à l’homme, mais seulement à sa nature intrinsèque spécifique. La légitimité de cet impératif moral dérive du principe que le bien de l’espèce coïncide avec le bien de chaque individu,,. La morale raisonnaliste écarte tout concept moral non-pragmatique, c’est-à-dire que chaque action est jugée à l’aune de son utilité.

### Théorie de l’État

#### Prémisses: élitisme et anti-égalitarisme
Anti-égalitariste convaincu,, Fernández de la Mora conçut une doctrine élitiste fortement tributaire des thèses du politologue italien Gaetano Mosca, mais voyant aussi en Vilfredo Pareto, Italien également, le « grand énonciateur de l’élitisme politique »,. Selon l’auteur, ce sont les élites qui pilotent les avancées de la société et c’est d’elles que dépend le progrès social et culturel, que ce soit de tel groupe humain déterminé ou de l’humanité en général. Fernández de la Mora affirme la nécessité de la hiérarchie, de l’organisation, de la technique et de la présence d’élites dans toute communauté politique, et souligne le « caractère élitiste » de tout système politique et de toute forme de gouvernement connus (y compris les démocraties), où le pouvoir politique repose invariablement entre les mains d’une minorité élitaire,.
La différence fondamentale entre la minorité élue et les masses est l’exigence éthique et la discipline que l’élite s’impose à elle-même, et c’est par cette discipline et par cette auto-imposition de normes que la minorité s’auto-sélectionne puis s’érige en élite. L’individu ayant embrassé l’impératif moral de vouer courageusement sa vie à la quête de la perfection, se démarque de la majorité indifférenciée et s’en va se joindre à d’autres pour former la « minorité ». Au concept d’auto-exigence fait face celui de vocation, qui est quelque chose de donné comme tel à l’homme et reçu passivement, et devant quoi se présentent seules deux options : la fidélité ou la trahison, au contraire de l’auto-exigence, qui participe d’une obligation que le sujet s’impose à lui-même, sans nécessairement se référer à quelque vocation. À la relation entre masses et élites, constituée respectivement de docilité et d’exemplarité, répondent les caractéristiques propres à chaque groupe, la consommation et la création,.
Fernández de la Mora considère cependant que l’homme a droit à certaines égalités de traitement, tant économiques que sociales, de sorte à réguler les inégalités naturelles, sans toutefois que le progrès en soit entravé. Il tient l’inégalité pour naturelle chez l’homme, et argue que la transposition de l’inégalité individuelle vers l’ensemble social donne naissance à une hiérarchie, qu’il définit comme l’organisation d’un régime où les meilleurs ou supérieurs occupent des places au-dessus des inférieurs ; du reste, tout système organique renferme des hiérarchies entrelacées. La thèse de Fernández de la Mora implique non seulement une revalorisation de la hiérarchie, mais aussi l’acceptation par les masses de l’inégalité et de la mise en place de certaines aristocraties ; en effet, pour que puissent surgir ces individus d’élite, il importe de pouvoir compter sur la collaboration des masses afin qu’elles accomplissent les fonctions biologiques et satisfassent aux nécessités matérielles de base, sans quoi l’avènement de la minorité ne serait pas possible. Ces deux aspects sont ordinairement dédaignés par les idéologues, nonobstant que l’on vit dans une réalité et à une époque éminemment hiérarchisées.
Quant à l’origine de l’inégalité, Fernández de la Mora invoque en premier lieu la génétique comme source des différences « en grande mesure immuables » des fonctions intellectuelles supérieures. Il n’est pas douteux selon l’auteur que la distribution du QI s’explique par l’hérédité génétique, cause de tout un éventail d’inégalités et de l’existence d’individus intellectuellement privilégiés,. L’auteur nomme ensuite l’hérédité « noétique », qui détermine la manière singulière de chacun d’approcher et d’appréhender le réel, manière au regard de laquelle certains individus se distinguent du reste de l’espèce. En troisième lieu, Fernández de la Mora postule une inégalité qu’il dénomme « vitale », et qui concerne les voies et les objectifs qui aux yeux de chacun définissent le bonheur. Il s’agit d’un prolongement de la radicale inégalité génétique, qui s’accentue au cours de la vie,.
Les inégalités sociales se font jour dès que les individus vivent en société et s’organisent entre eux. La vie en société donne lieu à deux hiérarchisations : celle relative au savoir, l’acceptation d’un différentiel de connaissances et de la supériorité cognitive de certains individus entraînant l’acceptation de leurs affirmations et conseils, et celle relative au pouvoir, lequel, comportant coercition et possibilité de délégation, est exercé à divers degrés et découle notamment de la spécialisation des fonctions, dans le meilleur des cas en vertu de l’aptitude,. Selon Fernández de la Mora, il n’est pas de société sans hiérarchie et sans séparation entre élites dirigeantes et masses gouvernées, ces dernières étant incapables de jamais se gouverner elles-mêmes, d’où la nécessité d’une élite dirigeante. Le fait élitaire ne se limite pas au champ politique mais s’étend à l’ensemble des sphères d’activité,,.
L’aristocratisme, ou l’autorité concédée à l’élite, ne s’appuie pas seulement sur tel ou tel savoir socialement reconnu, mais sur le critère objectif d’excellence dans l’usage de la raison. Une société gouvernée par l’autorité de ceux qui savent, par les meilleurs, et non par la rhétorique des politiciens démagogues, est un idéal accessible, auquel tendent les sociétés les plus développées,.
Un autre facteur social mis en avant par Fernández de la Mora est le sentiment de l’envie (envidia), qui, dès qu’il cesse d’être simplement passif, pousse à l’action, dont le résultat est un égalitarisme qui s’efforce d’araser tout ce qui émerge et d’aplanir la société dans la médiocrité. Dans le domaine politique, l’envie collective — en particulier celle définie comme « justice sociale », mais qui n’est rien autre, selon l’auteur, que de l’envie institutionalisée — est le sentiment le plus efficace pour amener les masses à se retourner contre les élites, en concluant des alliances entre envieux en vue de la subversion, de la calomnie, de la désinformation, de l’agression et de la destruction de l’autre. Cette envie collective est à l’origine de la crise des élites, car affaiblissant dans leurs rangs l’esprit de dépassement de soi, le désir de perfectionnement intellectuel et moral, et démotivant les meilleurs.

#### Vision de l’État (formes, finalités, raison d’État, limitations)
Au fil de ses écrits, Fernández de la Mora s’est employé à développer une certaine idée de l’État, mais en ayant soin de ramener toujours la théorie de l’État à un plan pratique ; il considère en effet que l’histoire des sciences politiques est contaminée par un penchant spéculatif, qui tend à en faire une science théorique en marge de la réalité, au contraire de l’exercice de la raison, qui trouve sa justification dans ses effets pratiques. À l’utopisme de la science politique s’oppose le prudentialisme de Fernández de la Mora comme façon de se confronter aux circonstances et comme boussole pour l’action politique,. D’autre part, il n’a garde d’ontologiser l’idée d’État, c’est-à-dire à faire de l’État une réalité indépendante de ses géniteurs humains. L’État n’est pas une fin en soi, mais un instrument appelé à satisfaire les besoins de l’homme et, à ce titre, un artifice susceptible de modification, voire de remplacement. Affairé à démythifier l’État, Fernández de la Mora développe une conception dynamique de l’État en opposition à une vision statique inapte à rendre compte du changement et de la singularité de chaque communauté politique. Telle forme étatique ne doit pas être jugée d’après son degré de congruence avec un modèle idéal, mais d’après l’accomplissement des objectifs pour lesquels il a été institué,. C’est donc a posteriori que l’évaluation de l’action d’un gouvernement, quel qu’il soit, devra se faire. Corollairement, on admettra une variabilité dans les ordonnancements possibles d’un État,. Ce qui doit déterminer les caractéristiques de l’État n’est ni la nature, ni une quelconque instance suprapersonnelle, mais seulement la volonté des hommes regroupés en communauté, à défaut de quoi l’on risque de déboucher sur une substantialisation fausse et d’empêcher une évaluation pratique, c’est-à-dire au regard de son utilité, de chaque État,
Les finalités de l’État sont : l’ordre (au premier chef), la justice et le développement. L’ordre est indispensable pour tout développement ultérieur, aussi l’État, s’il cherche à accroître le patrimoine collectif et œuvrer pour le bien commun, se doit-il de garantir un ordre qui permette de réaliser ce dessein. Le bien commun est ce qui limite tant l’action de l’État que l’autonomie de l’individu,. Cet ordre doit tendre à devenir un ordre équitable, lequel ne se réduit pas simplement à une distribution égalitaire des richesses, mais doit aussi veiller, en conformité avec l’une des fonctions de base de toute forme de gouvernement, à la hiérarchisation des membres de la société, où les citoyens sont classés selon leurs mérites respectifs et en accord avec laquelle doit s’appliquer la justice distributive, non seulement sur le plan des biens matériels, mais également des positions sociales.
L’identification de la meilleure forme d’État ne doit pas être subordonnée à des considérations d’ordre moral, mais prendre égard à sa capacité d’ajustement aux circonstances de nature historique, sociologique et d’organisation. Le critère technico-pratique apparaît comme celui adéquat pour décider quelle est la forme politique appropriée. En fonction des circonstances historiques et sociales, telles formes politiques représentent une solution technique plus propice que d’autres pour stimuler le progrès et œuvrer au bien commun.
La raison d'État a pour origine l’émotivité liée à la volonté de pouvoir et de maintien de la toute-puissance de l’État, et procède donc, selon l’auteur, d’une conception passionnelle et irrationnelle de l’État plutôt que d’une doctrine raisonnée. Elle est cause de ce que les relations internationales sont marquées par le rapport de force, la violence et la guerre,.
Le développement économique que connut l’Espagne dans les années 1960 et 1970 grâce à l’intervention de l’État et aux Plans de développement a conduit Fernández de la Mora à se faire l’avocat d’un État stratège techno-autoritaire doté d’une grande faculté d’intervention. Il affirme que le gouvernement de Franco a fait faire à l’Espagne un grand bond sur le plan de l’ordre public, du développement économique et de la justice. Après la transition, et compte tenu des circonstances historiques, il passa à préconiser une conception libérale de l’État, de façon apparemment contradictoire, mais pleinement cohérente avec le pragmatisme et le circonstancialisme de sa pensée politique,.
Fernández de la Mora introduit une distinction entre autoridad (autorité) et podestad (± puissance publique). Cette dernière incarne la dimension coercitive violente du pouvoir et représente une compétence conférée, c’est-à-dire reçue du peuple, mais dont la dynamique l’amène à croître de façon illimitée et qui doit donc être contenue dans des limites. Celui qui exerce la podestad perçoit qu’il la détient par suite de décisions non nécessairement justifiées, tandis que celui qui obéit à la podestad le fait par crainte, c’est-à-dire en raison de la capacité coercitive du pouvoir. À la podestad s’oppose la pacifique autoridad, qui est accordée à un individu en vertu de ses qualités réelles et socialement reconnues (au contraire de la podestad, dont la détention peut être la suite d’un simple accident) et où la violence ne joue aucun rôle. L’autorité, dont l’attribution répond à une « stratégie rationnelle », n’a par conséquent nul besoin de s’imposer par la force et, n’accomplissant pas de mandats, a pour vocation de prodiguer des conseils, sans volonté ni tendance à la domination, et vise à la recherche du bien objectif, ce qui requiert de déterminer en quoi il consiste et de concevoir les moyens pour y parvenir, d’où il vient que l’autorité prend ses racines dans la raison,.
Fernández de la Mora fait en outre un distinguo entre d’une part la liberté formelle, que l’État s’engage à accorder au citoyen, c’est-à-dire s’abstient à interférer sur ce plan, et d’autre part la liberté réelle, qui ne se situe pas sur le plan des possibilités légales mais des possibilités effectives. Il y a liberté réelle lorsque sont présentes les conditions sociales et matérielles à la realisation d’une action, ce qui nécessite non seulement la non-prohibition étatique, mais encore que l’État crée les conditions propres à rendre possible l’exercice de la liberté concernée ; c’est donc l’État qui, en stimulant le progrès, peut seul assurer l’exercice effectif des libertés. En ce sens, la liberté est une conquête étatique, et l’État que l’auteur appelle de ses vœux en est un qui parvient à instaurer un nombre acceptable de libertés,. On note ainsi chez Fernández de la Mora une tension entre d’une part un anti-étatisme opposé à la violence d’État, et d’autre part le constat que le concours de l’État est indispensable non seulement au maintien de l’ordre, mais aussi pour garantir une liberté à contenu réel. L’État est un mal nécessaire que le raisonaliste n’aspire nullement à éradiquer.

#### Technocratie, idéocratie et dépolitisation
La méthode scientifique doit, selon Fernández de la Mora, s’appliquer aussi à la science politique — « pourquoi la politique ne devrait-elle pas tendre à une situation analogue [aux sciences objectives], où le critère ne soit pas la fidélité à quelques préjugés, mais la cohérence logique et l’efficacité expérimentale ? », s’interroge-t-il — et considère comme urgente la rationalisation de la politique, avec mise en avant du logos et fixation de critères quantitatifs et neutres, afin d’atteindre le « niveau zéro d’émotivité » et de se placer dans « une perspective sinon neutre, du moins aseptisée et empirique »,. Il était adepte d’une pensée politique « technique », non proprement technocratique, qui saurait conjuguer organicisme social, libéralisme économique et nationalisme espagnol, et à laquelle la revue Razón Española allait servir de porte-voix, avec une vaste équipe de collaborateurs, couvrant tout l’éventail depuis le traditionalisme carliste et le phalangisme, jusqu’à la nouvelle droite libérale et les nationalistes modernes, en passant par d’anciens franquistes et la vieille droite conservatrice.
Pour Fernández de la Mora, la pensée politique moderne s’est faite réaliste et se doit dorénavant d’ajuster ses réflexions à la problématique spécifique de telle communauté déterminée et d’abandonner les discussions sur le régime optimal pour s’atteler à mettre au point des solutions concrètes. Cette rationalisation de la politique a pour corollaire la spécialisation du savoir politique et des fonctions gouvernementales, et l’exclusion des non-spécialistes. L’examen des sujets relatifs au bien commun et à la politique en général doit être confié à l’expert, hissé par l’auteur au rang d’homme public type,. Le recrutement des experts aux postes de pouvoir doit s’opérer sur des critères de nature technique et non sur l’aptitude à mobiliser les masses, qui est la marque des idéologues. Fernández de la Mora signale aussi qu’a été dévolu aux gouvernements un rôle économique accru, qui requiert des connaissances non intuitives mais rigoureuses en science économique et en d’autres sciences auxiliaires. La technification de la politique entraîne la priorité donnée aux experts et aux techniciens dans l’activité gouvernementale,.
L’auteur introduit le concept d’idéocratie, soit le gouvernement des idées, qui est à l’opposé du régime idéologique, mais se distingue en même temps de (et forme une alternative à) l’école technocratique. L’idéocratie est la doctrine de l’État post-idéologique, désidéologisé, où ce sont désormais les idées (des experts) qui règnent,. Cette superintellectualisation de la vie sociale, loin d’être une tantième idéologie nouvelle, est un anti-idéologisme où prévaut le critère de la rationalité des idées et dont les deux éléments centraux sont « la vérité et l’efficacité ». L’idéocratie est, soutient Fernández de la Mora, l’« État du futur »,, appelé à prendre la forme institutionnelle de l’« Estado de obras » (l’État des œuvres), où la chose publique sera soumise à traitement scientifique, sous la direction des experts, et qui ne sera pas évalué à l’aune de sa conformité à des schémas idéologiques préétablis, mais à l’aune de ses accomplissements (œuvres) effectifs. L’Estado de obras nécessite donc un appareil technique et scientifique, capable d’analyse rationnelle et dont l’objectif est le bien-être commun,.
S’attachant à mettre en lumière ce qui distingue l’idéocratie de la technocratie, Fernández de la Mora déclare que le premier élément du technocratisme est l’interventionnisme d’État dans le capitalisme, et ce en accord avec Keynes, qui estimait qu’on ne pouvait espérer remédier aux grands maux de l’économie (l’incertitude, le risque, l’ignorance de certains acteurs économiques) que par une intervention modérée de l’État. La technocratie prône elle aussi la rationalisation de l’État et l’abandon de la rhétorique au profit des experts, et contient en germe le mérite comme critère de sélection politique. Ces deux éléments — volonté de rationaliser l’État et interventionnisme d’État comme correctif à la doctrine classique — ont pu produire, selon Fernández de la Mora, quelques effets positifs,. En contrepartie, le technocratisme fait fausse route sur deux points fondamentaux, d’abord le totalitarisme, la technocratie mettant en effet trop l’accent sur le développement économique aux dépens des autres dimensions de l’homme, telle que la recherche de biens intangibles, notamment la liberté, et ensuite l’apolitisme, le règne des ingénieurs impliquant une priorité absolue accordée aux moyens (la technique) en négligeant la réflexion sur les finalités de la politique, laquelle se retrouve réduite à une pure technique déconnectée de l’éthique. Aux yeux de Fernández de la Mora, la rationalisation de la politique entraîne certes la technification de plusieurs activités, mais non de la politique tout entière,. L’idéocratie rejette toute tyrannie de la classe technique, et Fernández de la Mora insiste qu’il n’a garde de préconiser la dépolitisation, et que c’est à une désidéologisation qu’il entend que conduise la préséance des experts,.
Fernández de la Mora distingue entre experts en moyens, technocrate chargé d’étudier les moyens techniques, et experts en finalités, à qui incombe de décider de ce qui convient à la société, c’est-à-dire qui fixent le sens des décisions politiques. Le technocratisme fait son apparition quand le pouvoir reste aux mains des seuls experts en moyens et que l’action du gouvernement se fractionne parce que chaque expert agit selon les prescriptions de sa propre spécialité. Fernández de la Mora pose la nécessité que les techniciens soient sous la conduite de ceux — les experts en finalités — qui ont une idée d’ensemble de l’État et une notion particulière du bien, et sont à même de maintenir la politique dans les limites de l’éthique,. Ces experts en finalités et en éthique sociale, soumis à la rigueur scientifique tout autant que les experts en moyens, ne formulent pas leurs propositions de finalités en fonction de leur propre système de préférences émotives. La différence avec l’idéologue réside en ceci que l’expert en finalités appuie ses décisions non sur une considération de type volitionnel (« volontariste »), mais sur la discipline à haut degré de rationalisation, de développement et de rigueur qu’est devenue l’éthique sociale, en net contraste donc avec les recettes idéologiques,. Il s’agit d’un explorateur de la réalité éthico-sociale qui propose telle finalité déterminée comme la plus appropriée pour une période et une communauté données,.
Il n’y a donc pas dans la pensée de Fernández de la Mora d’apolitisme, car la politique garde sa pertinence comme mode de définition des finalités de la communauté, mais sa fonction se réduit à polariser les intérêts autour desquels se regroupent les différentes forces sociales. Elle agit comme catalyseur de prises de position sur la chose publique et sert de plate-forme aux antagonismes sociaux, où cependant doit être évitée toute exacerbation conflictuelle, principal péril des idéologies. Le maintien du politique est l’un des points cruciaux qui distinguent l’idéocratie de la technocratie, car pour l’auteur seuls certains aspects de l’activité politique auront à être technifiés. On débouche ainsi sur une structure triadique du pouvoir, composée de l’expert en moyens, de l’expert en finalités, et du politique pur,.
Étant un régime méritocratique fondé sur une conception élitiste, l’idéocratie apparaît incompatible avec un système où l’idée de « représentation » est centrale, et par conséquent avec la démocratie. Toutefois, l’incapacité des masses à élire leurs gouvernants n’implique pas d’octroyer à l’expert un pouvoir sans restriction. À la différence de la technocratie, qui n’admet aucune ingérence du non-technocrate dans les affaires gouvernementales et pour qui la masse n’est que force de travail et élément d’un mécanisme, l’idéocratie admet que la masse puisse elle aussi, par sa faculté de contrôler et d’intervenir dans l’action du gouvernement, participer à la vie politique. Par cette capacité de sanction (« fiscalización ») du travail de l’expert — donnée fondamentale différenciant la technocratie d’avec l’idéocratie — l’expert n’a pas de pouvoir absolu et sans entraves,.
La technification de la gestion publique devra s’opérer à différents niveaux. D’abord, elle sera confiée à des techniciens spécialistes, ce qui fera disparaître le dilettantisme des gouvernants. Ensuite, il conviendra d’instituer un processus d’élection des gouvernants garantissant que les meilleurs et les plus capables arrivent aux postes de pouvoir,. Les rapports entre citoyen et État devront se bureaucratiser et se réglementer, et se défaire de leur caractère personnel, afin d’éviter tout type d’arbitraire dans l’assignation des ressources ou des positions. Des mécanismes techniques de sélection des membres de l’administration publique seront mis en place, dont en particulier le recrutement sur concours, procédure permettant de choisir les plus aptes selon des critères objetifs,,.
Compte tenu que l’important développement économique des sociétés occidentales n’aurait pas eu lieu sans l’intervention de l’État, Fernández de la Mora plaide pour que l’État agisse comme un acteur économique vital pour l’économie, plaidoyer que vient cependant pondérer sa critique de la forme extrême de cette interventionnisme, à savoir le capitalisme d'État des régimes socialistes, dont la non-viabilité a été démontrée par la chute de l’URSS et que l’auteur qualifie de pervers, voire de contraire à la nature humaine. Selon l’auteur, deux risques majeurs sont attachés à l’intervention de l’État dans l’économie : l’inefficacité et le clientélisme, qui vont au rebours de l’objectivisation et de la technification de l’économie,. D’autre part, la rationalisation accrue que le monopole d’État est supposé pouvoir insuffler dans les processus économiques manifestement toujours hasardeux est un faux argument, le marché n’étant pas un bouillon d’irrationalité mais un espace de rencontre multi-rationnel, où se côtoient les projets et les calculs d’une multitude d’agents économiques. L’intervention de l’État non seulement est inapte à moraliser une entité impersonnelle comme le marché, mais encore est susceptible de dégénérer en modèles totalitaires. Le modèle étatiste a été délégitimé par les réussites incontestables du capitalisme libéral, qui ont été jusqu’à faire disparaître le prolétaire, sujet de la sollicitude des doctrines marxistes,.
Fernández de la Mora tient que le régime de Franco a su opérer la synthèse de l’étatisme et de l’anti-étatisme, en combinant concours de l’État, qui doit être actif mais d’importance subsidiaire, et déploiement de l’initiative privée, qui porte la majeure partie du fardeau de l’économie. L’État intervient à titre de vecteur de volonté de progrès et de développement, et non pas tant sous la forme d’une intervention effective,,. L’auteur préconise le rôle de l’État dans les phases de sous-développement, mais incline nettement en faveur de l’initiative privée dans le cas de sociétés déjà développées. Néanmoins, et au contraire de l’utopie libérale, même à l’époque actuelle, l’auteur estime que la présence de l’État doit se poursuivre comme garant de l’ordre indispensable au progrès,. Il reproche au libéralisme ses liens trop marqués avec la démocratie inorganique et particratique, et de proclamer des libertés uniquement formelles, alors que l’idéocratie tend vers l’instauration de libertés réelles, c’est-à-dire œuvre pour la mise en place des circonstances rendant effectives lesdites libertés,.

#### Inanité de la démocratie et perversité du système de partis
Principal idéologue de la droite postfranquiste, Fernández de la Mora fut l’un des plus âpres critiques de la transition démocratique, fustigeant plus particulièrement la particratie, les autonomies régionales et la reconnaissance des nationalités historiques, et défendant à l’opposé le système corporatiste, le centralisme du régime antérieur, et une politique libérale dans le domaine économique. Il s’appliqua à jeter les fondements théoriques et épistémologiques d’un nouveau conservatisme apte à répondre à la nouvelle situation sociale et politique sans pour autant retomber dans les vieilles recettes du traditionalisme réactionnaire. Appartenant à la famille du « réalisme politique », il développa une analyse théorique des dysfonctionnements des structures particratiques,.
La démocratie inorganique, en faisant appel au concept de « représentation », va au rebours de la structure élitaire naturelle de toute société, qui est dotée d’une structure dyadique composée de gouvernants et de gouvernés, ou d’élites et de masses, et où la minorité dirigeante ne peut pas être simplement une représentation de la masse. Fernández de la Mora dénonce dans le crédo démocratique une posture idéologique, la fiction représentative, l’invocation de la souveraineté du peuple et la justification morale de la démocratie n’étant que des éléments purement idéologiques. D’accord avec James Burnham, il affirme que la formule démocratique et le suffrage populaire ne sont pas synonymes de gouvernement du peuple par le peuple, mais en réalité un mécanisme concret parmi d’autres de gouvernement par l’élite. La démocratie n’est donc pas légitime à s’imposer comme impératif moral, sauf à définir le meilleur système pour choisir les meilleurs, les élites les plus compétentes.
Fernández de la Mora n’admet pas telle quelle la thèse de Michels, selon laquelle l’homme moyen issu de la masse est par nature un éternel incompétent politique, mais, plus optimiste, ne croit pas que l’ignorance soit un mal social incurable. Il estime impossible une « volonté générale » unitaire, car l’unanimité des grandes collectivités est inexistante, en raison des divisions et des volontés disparates, voire opposées, et même la volonté majoritaire ne saurait être assimilée à la volonté populaire. De surcroît, la volonté générale est de toute manière illusoire, car elle n’est ni autonome, ni unitaire, et elle doit cadrer dans une alternative fournie par la minorité dirigeante et assortie de données et d’arguments préfabriqués,. En démocratie inorganique, les élites oligarchiques des partis font de l’électeur un « objet des décisions politiques », professionnalisent la politique, se délient du secteur social qu’elles sont censées représenter et confisquent la véritable fonction du parlement, qui est d’« arriver à la vérité au moyen du débat », mais où les discussions ne sont que luttes égoïstes entre représentants des partis politiques, et où la prise de parole est totalement inutile, attendu que les décisions politiques ont déjà été prises entre les dirigeants des partis bien avant que ne commencent les sessions parlementaires. Les élites de la particratie, par leur domination absolue sur la justice et les médias, apparaissent de facto comme de purs dirigeants oligarchiques,. De tels procédés, révélateurs d’une autocratie masquée, sont mis en œuvre par tous les partis, y compris ceux dont le mode de fonctionnement est officiellement démocratique. Cette tendance autocratique tend à s’accentuer en proportion de la personnification du pouvoir, de la professionnalisation de la politique, de la bureaucratisation et subséquente technocratie oligarchique au sommet des partis, et à cause de listes électorales verrouillées,.
Les partis politiques sont des machines électorales devant garantir à certains groupes leur maintien au pouvoir. L’oligarchisation des partis politiques est universelle et irréversible, et trouve son origine, selon Fernández de la Mora, dans la complexité de l’État moderne et dans les nouvelles responsabilités que celui-ci assume dans des matières complexes, telle que l’économie. Si le régime établit l’élection populaire comme mode de désignation des gouvernants, le parti se voit contraint d’agir comme une machine électorale et de tenter de représenter des intérêts plus ou moins généraux. Tous les modes de scrutin sont des procédures manipulatrices, qui dénaturent le vote. Pour Fernández de la Mora, les députés élus ne représentent pas les électeurs, mais eux-mêmes, ou, éventuellement, les intérêts d’une classe ou d’un groupe,. La particratie n’est tenue de se présenter devant l’électeur que périodiquement, ce qui, selon Fernández de la Mora, l’apparente d’une certaine manière aux dictatures. Les partis, mis sur pied pour rendre souverain le peuple, se sont en fait substitués à lui,. Les partis politiques ont confisqué la démocratie, se sont mis à la considérer comme leur propriété et l’ont soustraite à tout contrôle par la société,. Selon l’auteur, l’organisation des partis est autoritaire, et la dénommée « volonté populaire », c’est-à-dire la démocratie elle-même, est dirigée et dominée par cinq groupes de pression : les médias, les intellectuels (au service du pouvoir), la bureaucratie syndicale, les fonctionnaires, et les appareils de parti,.
Les caractéristiques fondamentales du système particratique espagnol sont énumérées comme suit par Fernández de la Mora :
- les députés indépendants tendent à disparaître, et aucun candidat n’a de chances d’être élu sans l’agrément des comités du parti, nécessaire pour figurer sur des listes électorales verrouillées où les candidats sont classés dans un ordre strict ;
- les petits partis s’évanouissent progressivement, l’État favorisant, par ses subventions, les grand partis. On assiste au « gel bureaucratique » des élites représentatives, situation renforcée par les possibilités quasi illimitées de pérennité et de cumul de postes pour les élites. Ces élites ont contribué à consolider et généraliser les vices les plus néfastes liés à la professionnalisation politique ;
- la dépérissement de la classe politique par suite de la dévaluation de la majeure partie de l’élite gouvernementale au profit de quelques hautes figures, qui sont les décideurs effectifs. Ceux qui alimentent les listes sont disciplinés et ordinairement médiocres, le parti choisissant ses candidats parmi les gens obscurs, dépourvus de réputation personnelle. L’accumulation de pouvoir entre les mains d’un nombre restreint de personnes donne lieu à de nombreux abus ;
- dépossession de l’électorat, par quoi la souveraineté ne réside plus dans le peuple mais est passée aux partis et à l’oligarchie ;
- instrumentalisation des parlementaires. Le député, qui n’est déjà plus un parlementaire, mais un porte-voix, vote comme on lui ordonne. La prépondérance du parti a été renforcée par deux puissants outils de domination et de discipline des parlementaires : leurs statuts et ceux des groupes parlementaires ;
- dévaluation politique de la chambre. Les débats parlementaires ne font que reproduire ce qui a été convenu d’avance par les directions respectives des partis et par les groupes de pression qui les appuient, le parlement ne servant plus qu’à légitimer formellement les accords conclus ailleurs et à huis clos. Les lois de grande portée se négocient dans les secrétariats des partis ou dans les offices des entreprises, en prenant égard aux intérêts des groupes de pression qui soutiennent et financent le parti ;
- confiscation de toute vie politique locale autonome par la mainmise des organes centraux des partis sur les instances politiques locales. Les conseillers municipaux sont tenus de se plier aux ordres de leurs chefs[412],[413],[409]. Quoique élus en vertu du suffrage universel, ils n’ont de compte à rendre qu’à l’oligarchie du parti[414].

#### Démocratie organique et corporatisme
Fernández de la Mora établit une typologie des systèmes représentatifs et distingue en premier lieu, selon que les représentés se prononcent comme membres d’un corps social intermédiaire ou comme citoyen de l’État, deux grandes théories de la représentation politique, celle individualiste (ou inorganique) et celle organique,, dont il s’emploie à élaborer une théorie générale dans la revue Razón Española. Son plaidoyer va en faveur du corporatisme, compris comme un mode spécifique de représentation politique ou d’intérêts, en guise de solution de rechange au système politique actuel, et comme mode de « technification de la politique ». Il proclame la nature organique de la société tout entière et le bon fonctionnement d’un système où les intérêts sont corporativement représentés, vision qui s’accorde avec son postulat de la désidéologisation en cours des sociétés avancées et avec sa conception rationnelle de la politique.
L’auteur, analysant la réalité groupale de la société (biologique, professionnelle et territoriale), recense les mécanismes organiques et « corps intermédiaires » présents au sein de chaque nation, à savoir : la fondation d’une famille, l’éducation et la transmission de valeurs, la formation professionnelle, les groupements territoriaux (quartier, commune, terroir, province et échelon national), et les corps dont le fonctionnement spontané et naturel, en accord avec l’expérience de la tradition, assure un développement futur et équilibré de toute l’organisation sociale. À l’instar de Salvador de Madariaga, Fernández de la Mora rejette le suffrage universel direct, et prône un système où les « conseils municipaux, élus par le peuple, jouissant d’une large autonomie, élisent à leur tour les députations provinciales, et celles-ci la chambre principale ou le sénat », soit une représentation politique indirecte et organique, « l’une des découvertes les plus anciennes de notre Droit public traditionnel »,.
Fernández de la Mora estime que la représentation politique corporative a pour avantage de refléter la constitution organique de la société et la diversité des intérêts individuels, d’objectiver les problèmes socio-économiques, et surtout de technifier la politique. Partant du constat que les individus se trouvent naturellement intégrés dans des « corps sociaux s’échelonnant entre la famille et l’humanité en passant par la corporation professionnelle et l’État », l’auteur pose que la représentation politique doit être régie par le modèle corporatif. Face à la représentation des « intérêts de l’oligarchie particratique », les corporations apportent une modalité ouverte et flexible, en remplacement ou en complément du système parlementaire à partis,. Le modèle idéal de représentation corporative est fourni, selon Fernández de la Mora, par la dénommée « démocratie organique », où la technique corporatiste permet une représentation totale des « corps sociaux intermédiaires » grâce à un système où « les gouvernés ne votent pas comme de simples individus isolés, mais regroupés suivant la fonction sociale qu’ils exercent ». Au contraire de l’individualisme du vote inorganique, cette technique permet de représenter politiquement les intérêts dans leur totalité, et non pas partiellement, du citoyen par l’entremise de représentants de chaque sphère sociale, de chaque corps intermédiaire auquel le citoyen appartient ou participe ; ces corps sont la famille au sein de laquelle il est né, le quartier ou le voisinage où il se socialise, le travail dont il vit et dont il apprend, la commune d’origine, et la nation qu’il sert,.
Fernández de la Mora qualifie l’organicisme social de « théorie rationnelle ayant son fondement dans les données empiriques » et entreprend de mettre en lumière et d’expliquer cette réalité structurante qu’est, dans l’histoire des communautés humaines, « la société organique » et son mécanisme d’application politique et sociale, la « technique corporative de représentation ». Ce « fait organiciste » nourrit une vision rationnelle et, en définitive, libérale de la politique comme activité s’ajustant aux nécessités et réalités de la communauté organique, et se déployant par le biais d’organismes corporatifs et de recettes techniques, pour aboutir à édifier un État fonctionnel, corporativisé et désidéologisé,. Son principe de départ est sa conviction que la société constitue une réalité qui « se structure et se développe organiquement et n’est pas susceptible d’un brusque réordonnement volontaire ». La réalité sociale « est quelque chose de donné et non le fruit d’un pacte que ses membres ont négocié librement ». La société hiérarchique est un fait historique de nature biologique et sociologique et se configure elle-même organiquement de l’intérieur, et évolue par un processus bien défini dans ses différentes étapes, au gré des créations rationnelles progressives de l’élite politique et sociale,,.
Dans le cas de groupes fonctionnellement définis, les intérêts à représenter apparaissent plus stables et plus pérennes, et le représentant corporatif, comme délégué de son « corps », agit au service d’intérêts « objectifs » de groupe, est investi d’un mandat portant sur des intérêts dépersonnalisés d’une corporation dont il est membre, et défend les intérêts de ses compagnons de corporation et de terroir tout en les intégrant au bien commun national. Cette forme de représentation, découplée de la politique professionnelle, fait entrer en jeu des techniciens des activités sociales, pourvoie la politique en techniciens et spécialistes, désigne le plus capable, permet la désidéologisation des conflits (considérés désormais dans leur réalité objective), diversifie la participation politique, et garantit la continuité opérationnelle du travail législatif (grâce à l’élimination ou la mise sous contrôle des factions particratiques),,.
De cet organicisme social, qui se présente comme une théorie rationnelle, se déduit pour Fernández de la Mora un modèle constitutionnel, la démocratie organique, se caractérisant par le mode corporatif de représentation politique, qui n’est d’ailleurs pas incompatible avec le mode particratique. La représentation des intérêts concrets de chaque citoyen doit s’effectuer à travers les différents corps qui composent la communauté politique. Le député corporatif ou organique peut être le dépositaire d’instructions concrètes émises par le syndicat ou la corporation concernée, et est tenu d’agir en tant que titulaire d’un mandat spécial. De cette façon, des individus incarnant des intérêts variés mais concrets et spécifiques seraient envoyés dans les organes de concertation et portés aux postes exécutifs, et les opinions différentes seraient amenées à se confronter afin de réaliser la finalité politique ou le bien commun,. En face par contre, la caractéristique de la particratie ou de la démocratie inorganique, est que les partis réclament le monopole de la médiation et ne reconnaissent pas de capacité politique aux autres corps sociaux,. Le corporatisme, outil représentatif de la composition organique de la société, est pour l’auteur l’aboutissement du processus contemporain de technification de la politique, au diapason de sa conception instrumentale de l’État, et a trouvé à s’incarner dans les institutions franquistes, ou, idéalement, dans son « Estado de obras », État qui trouve sa légitimité dans ses vertus fonctionnelles,.
Pour Fernández de la Mora, les caractéristiques de la représentation organique s’énumèrent comme suit :
- le député corporatif représente les intérêts concrets des électeurs, non la « volonté générale » des députés inorganiques ;
- ces intérêts sont stables, durables et peuvent être recensés ;
- étant au service d’intérêts précis, le député en devient un acteur susceptible de contrôle ;
- les intérêts, pour être concrets, peuvent être analysés, dépurés et constatés, et se prêtent au compromis ;
- le député organique est tenu d’avoir égard aux intérêts concrets de ses électeurs ;
- les députés organiques ne sont pas soumis à la discipline de parti, mais uniquement aux intérêts pour lesquels ils ont été élus ;
- les représentants corporatifs sont des professionnels issus de différents secteurs, qu’ils ont mandat de représenter, à la différence des inorganiques, qui sont des professionnels de la politique ;
- pour défendre ses intérêts, chaque corporation, syndicat ou corps de métier envoie le représentant le plus apte, le mieux préparé et le plus intelligent. Dans le système inorganique, ceux jugés les plus aptes sont les médiocres et les dociles ;
- la représentation corporative favorise la dépolitisation, attendu qu’on n’y parle pas de politique mais de problèmes concrets ;
- dans la représentation corporative, le citoyen peut observer l’action du député, le suivre, vu qu’il existe une communauté d’intérêts communs ;
- les chambres corporatives sont plus techniques et plus stables. La représentation corporative est une réalité objective supérieure à la décision idéologique et aux volontés passagères[440],[433].

L’État, confronté à des crises économiques et des conflits du travail, est contraint de reconnaître les besoins et pressions de groupes extraparlementaires de nature diverse et directement liés aux racines de la problématique à résoudre. Ce nonobstant, les démocraties occidentales limitent la représentation à des conseils économiques professionnels à vocation purement consultative, ou se bornent à conclure des accords sectoriels entre État et associations professionnelles,. Le néo-corporatisme, version modernisée du corporatisme, « système idéal » de représentation corporative, s’appuie sur des organismes législatifs et exécutifs, non élus au suffrage universel direct mais désignés, suivant une élection échelonnée, par les corps sociaux intermédiaires. Dans la configuration d’un nouvel État libéral et technique tel que proposé par Fernández de la Mora, « reflet de l’imbrication du corporatisme social avec le capitalisme démocratique », le pouvoir politique admettrait la nécessité d’organes politiques extra-parlementaires dans la gestion et prise de décision politiques pour certains domaines déterminés, lesquels organes corporatifs seraient particulièrement qualifiés pour résoudre les problèmes de nature technique et professionnelle, afin de faciliter la conclusion d’accords intersectoriels urgents et de rationaliser dans le même temps l’intervention démesurée de l’administration publique. L’optimisation de la production et la paix sociale ne sont possibles, selon l’auteur, qu’à travers des pactes entre secteurs socio-économiques corporatisés, ce qui permettrait de briser le monopole des partis et de céder le pas à des techniciens et professionnels qualifiés.
Fernández de la Mora s’attache à démontrer historiquement l’existence, en dehors des idéologies, de sociétés constituées organiquement, s’attardant sur les théories historiques du corporatisme européen et espagnol, comme autant de reflets d’une aspiration, commune aux traditionalistes et aux socialistes, à obtenir une traduction politique fidèle de la société organique ; ces antécédents historiques viendraient accréditer ses propres conclusions sur les finalités et sur les moyens, de préférence techniques et neutres, de la chose politique,. D’autre part, ayant ainsi souligné le caractère historique de l’organicisme social, il fait observer que l’État corporatif, loin d’être une créature fasciste ou d’avoir une généalogie totalitaire, avait été proposé et prôné par la gauche socialiste, plus particulièrement par les krausistes de gauche, dont notamment Julián Sanz del Río, Nicolás Salmerón, Francisco Giner de los Rios, entre autres. La démocratie organique trouve ses racines dans l’idéalisme allemand, chez Hegel, Fichte et surtout Krause, et a été développé théoriquement par le krausiste Henri Ahrens, avant d’être ensuite défendu par les krausistes espagnols,,. La réhabilitation de l’organicisme social entrepris par les krausistes et les points communs entre ces auteurs et les écoles corporatistes permettent à Fernández de la Mora d’affirmer le caractère idéologiquement neutre et libéral du phénomène corporatif, auquel il n’est donc pas possible d’assigner uniquement des origines autoritaires, totalitaires (fascistes) ou confessionnelles (catholiques), et qui « se résume à une interprétation de la société et à un modèle de représentation politique ». Il considère que la renaissance du corporatisme, qui fut le système de représentation sous le régime franquiste, est le point d’inflexion dans l’évolution de l’État libéral-démocrate, réalise la convergence entre légalité et réalité, et restitue le droit à la société. Fernández de la Mora plaide pour la restauration des Cortes franquistes, d’autant que le régime de Franco a été, comme démocratie organique, le système le plus apte à apporter le développement économique. Il met en relief le « rôle manifeste et décisif que les dénommés régimes inorganiques ont fini par reconnaître à la représentation organique pour résoudre quelques-uns des problèmes sociaux les plus graves », citant comme exemple le Conseil économique en France, institué en vertu du Titre III, art. 25 de la Constitution de 1946,.

#### Sélection des élites
Fernández de la Mora estime que « l’homme que nous connaissons à travers l’histoire n’est pas naturellement bon » et que par conséquent « il a besoin d’une pression extérieure » ou d’une « menace de procédure judiciaire » (fiscalización) dont « les gouvernants ne sont pas exceptés » et qui peut prendre la forme « juridique, au travers d’un recours contentieux, et morale, par le biais de la presse et de l’opinion publique. Mais je crois que pour les hauts niveaux exécutifs, [ces formes] devront être complétées par la sanction périodique du plébiscite ». Il indique à cet égard que « le vote est important, non pas pour se faire représenter, mais pour contrôler. À aucun expert, et moins encore à ceux de la politique, il ne faut remettre un pouvoir absolu »,.
Des élites dépendent le bien-être et le progrès de la société entière, ce pourquoi il est nécessaire, voire vital, de mettre au point la meilleure méthode possible pour les choisir, ce que Fernández de la Mora appelle un « impératif de sélection »,, valable dans tous les domaines, mais d’une importance particulière quand il s’agit des élites politiques. Le mode de sélection détermine la composition de l’élite dirigeante et, par là, l’avenir de la société ; rien toutefois ne garantit que celui qui est au pouvoir appartienne à la minorité raisonnante, soit « aristocratique », à moins de prévoir une méthode adéquate pour éviter une sélection pervertie. Du reste, les dirigeants doivent, en premier lieu, être issus du corps social lui-même. À l’époque où écrit l’auteur (1978), l’élite politique a été, affirme-t-il, dépouillée des deux principaux attributs de l’aristocratie, à savoir : les idées et l’usage de la raison, et le courage,, la recherche du pouvoir ayant pour effet de corrompre l’élément aristocratique. En se mettant au service d’une cause politique dans le but d’obtenir le pouvoir, le raisonnant peut se désaristocratiser et se transformer en un « intellectuel conformiste » et en homme « hybride fait de chercheur et d’homme politique », et répudier sa relation particulière avec les idées pour se plier aux consignes d’un parti. L’arène politique, écrit-il, est « toujours intellectuellement suspecte par son peu d’objectivité et sa propension constitutive à la manipulation verbale et factuelle »,. À la capacité créatrice propre à la minorité viennent alors se substituer conformisme et suivisme, et les raisonnements originels sont remplacés par des schémas conçus pour gagner la faveur de la masse,. Dorénavant, le message de l’homme politique est conformé en fonction du public ciblé, par quoi il abdique tant ses vertus intellectuelles (rigueur, examen critique des idées, mise en doute constante des postulats) que morales (courage, sincérité, désintéressement). Cependant, l’intellectuel peut certes s’engager en politique, mais doit, pour éviter la massification, préserver sa rigueur et son originalité, et ne pas s’en rapporter aux idéologies.
Une société où prime l’idéologisme a peu de chances de pouvoir se doter d’une élite dirigeante réellement aristocratique, ce qui rend d’autant plus nécessaire l’impératif de sélection, et de mettre en place un dispositif juridico-politique propre à faciliter l’accès au pouvoir des minorités aristocratiques. Dans la démocratie inorganique, où la constitution de l’élite dirigeante ne s’appuie pas sur une élection personnelle, mais dépend d’une élection populaire, où donc l’élite ne s’autosélectionne pas sur la base de son aristocratisme mais se soumet à l’évaluation par les masses, le risque est accru d’une discordance entre élite de fait et aristocratisme réel.

#### Estado de obrasouÉtat de raison
Fernández de la Mora proclame la « technification de la politique », sous l’égide de la rationalisation apportée par les sciences sociales, d’où il s’ensuit que le « vocable décisif n’est pas représentation, mais efficacité »,. L’auteur pose que « les finalités d’une communauté politique sont fixes et permanentes, les moyens pour les atteindre sont problématiques et changeants » ; les formes du politique sont « infinies » et sont fonction des nécessités humaines et des conjonctures temporaires, comme l’est aussi l’État, ce qui contredit les idéologies qui ontologisent l’État, jusqu’à l’idolâtrer, et prônent un « État idéal » sans connexion avec la réalité,. Dans son ouvrage Del Estado ideal al Estado de Razón de 1972, l’auteur démythifie l’« ontologisation de l’État », cet État qui, dans sa théorie empirique et fonctionnelle, n’est rien de plus qu’un « expédient politique instrumental » parmi d’autres. La politique a des finalités et une utilité purement techniques et rationnels, au service de l’« ordre, de la justice et du développement », finalités nécessaires à l’organisation de la société.
L’État, comme forme politique de la modernité, doit récupérer son principe originel, qui est la neutralité, et se centrer sur ses fonctions instrumentales qui justifient son existence. Aux constructions idéologiques de l’« État idéal », Fernández de la Mora oppose un « État de raison », où « l’État se constitue et se perfectionne pour réaliser l’ordre, la justice et le développement jusqu’au point où le permettent les circonstances historiques »,. Cet « État rationnel » se constitue comme moyen raisonné au service de la finalité politique suprême, à savoir le bien commun, « fin éternelle » des sociétés sur le plan moral et politique,, but qui ne pourra se matérialiser que par une confrontation avec la réalité des faits,.
La justification d’un régime politique, pose Fernández de la Mora, réside donc dans sa capacité à instaurer l’ordre, la justice et le développement, et l’efficacité à atteindre ces objectifs doit servir d’étalon d’évaluation fondamental de tout État. L’efficacité dont fait grand cas la technocratie est limitée à la sphère productive et économique et se rapporte seulement à une mise en valeur maximale des ressources. Si l’idéocratie attache pareillement un haut prix au progrès économique, les buts économiques figurent en dernière place dans l’énumération des finalités objectives de l’État, après l’ordre et la justice. L’État de raison (synonyme d’idéocratie et d’État des œuvres) se différence justement de l’État purement industriel, propre à la technocratie, par le fait de ne pas se préoccuper exclusivement des finalités économiques et de développement,,.
Ainsi en vient-on à l’« État technique », qui « ne ressemble pas peu à ce que Comte appelait État positif, soit la forme qui correspond au progrès scientifique ». Dans cette forme politique, légitimée par les événements historiques en cours, « la question de la représentation se pose en des termes différents : plutôt que d’élire, ce qui importe est de surveiller et sanctionner ; plutôt que se gouverner soi-même, d’être bien gouvernés ; plutôt que la souveraineté, le bien-être ; plutôt que l’intervention [de l’État], la rentabilité ; plutôt que la liberté, la sécurité »,. L’État des œuvres (« Estado de obras ») permet d’articuler organiquement et rationnellement la nation au moyen d’un système complet d’institutions représentatives de type corporatif, en rupture avec les voies particratiques de l’oligarchie au pouvoir, et dûment légitimé par les politiques fonctionnelles mises en oeuvre,.
L’Estado de obras, indique Fernández de la Mora, « ne trouve pas sa justification dans la foi ou dans les paroles, mais dans les résultats »,. « Contrairement à ce qui prévaut », écrit-il, « l’évaluation de l’État ne peut pas s’effectuer a priori, mais s’effectue a posteriori, à raison de ses fruits, ou, ce qui revient au même, de son efficacité réelle »,. L’évaluation des performances de l’État s’effectue par une approche quantitative et scientifique de la réalité sociopolitique, à l’aide de différentes variables et en regard des résultats obtenus par les pays les plus avancés — démarche chiffrée par quoi Fernández de la Mora concorde avec la technocratie. Toutefois, à l’opposé du technocratisme, l’auteur n’aborde pas le comportement social comme un mécanisme d’exactitude mathématique et, niant que la vie sociopolitique puisse être organisée sur un moule technico-mathématique, prend égard à l’existence de facteurs aléatoires tels que la liberté humaine, car l’absence de liberté est une aliénation de l’homme et une vue erronée de la réalité humaine,.
Un parangon d’État des œuvres est le « régime issu du 18 juillet », qui, affirme l’auteur en 1967, a réussi à « transformer l’infrastructure de l’Espagne et est en voie, grâce à une croissance exponentielle, de réaliser la prouesse de convertir une nation qui figurait parmi les plus pauvres d’Europe en un pays développé qui avance rapidement vers les avant-gardes économiques de l’Occident ». Le régime franquiste démontrerait comment « à l’État rhétorique que nous avons connu a été substitué un Estado de obras, et que l’européisme frénétique d’autrefois est en train d’être remplacé par une européisation réelle ». Ce « développement » n’équivaut pas à « une nouvelle idéologie », mais représente un « idéal », attendu que « sa formulation ne s’inscrit pas dans un programme, mais dans un plan, car ce n’est ni une utopie, ni un mythe ; c’est un projet et une entreprise ». Les sociétés désidéologisées ne sont pas dépourvues d’idéal, au contraire ; après l’évanouissement des recettes idéologiques, utopiques et contradictoires, l’idéal de développement a fait naître des projets rigoureux et viables, témoins d’un haut degré de rationalisation collective. Le remplacement du dilettante par l’expert, et du démagogue par le savant, est un pas en avant dans le processus de rationalisation et de spiritualisation du genre humain : « le développement », déclare l’auteur, « n’est pas un matérialisme ; c’est l’humanisme de la raison »,.
L’État de raison, la rationalisation et la désidéologisation de la politique entraîne aussi une « minimisation de l’État », en contraste avec les grands maux engendrés par les États d’essence politique, que sont le gigantisme bureaucratique, le monopole des oligarchies de parti, la médiocrité des gouvernants, et la primauté des intérêts sectoriels sur l’intérêt national. « Face au socialisme et au particratisme », proclame l’auteur en 1980, « qui étranglent le citoyen actuel, je pense que dans cette grave crise des formes politiques, la grande consigne est moins d’État et plus de société »,.

#### Dépassement de l’État-nation et fin de l’État
Selon Fernández de la Mora, un certain nombre de phénomènes sont en cours qui ont pour effet de saper la rigidité des frontières d’État et par là tendent à disqualifier le concept de souveraineté et de raison d’État comme éléments structurants des relations internationales ; ce sont : 1) la mondialisation des moyens de communication, créant un flux continu d’information entre les différents États ; 2) la libre circulation transnationale des marchandises et des devises, qui, conjuguée à la technique, a donné naissance à un système économique intégré ; 3) l’action des multinationales, nullement gênées par les frontières d’État ; 4) la mise en place d’ordres juridiques supranationaux, telles que l’Union européenne, propices à la constitution d’unités juridiques supra-étatiques ; 5) les internationales de partis politiques,. Trois autres phénomènes historico-politiques viennent confirmer le caractère désormais factice du concept de souveraineté nationale, à savoir : la restriction du droit de véto aux seules grandes puissances au Conseil de sécurité des Nations unies, qui a entamé la souveraineté pour le reste des États ; la bipolarité de la guerre froide, qui a réduit la souveraineté à deux États, l’Union soviétique et les États-Unis ; enfin, la chute du régime soviétique, laissant les États-Unis comme seul État souverain restant, dans le rôle d’arbitre des relations internationales,.
Pour l’auteur, il y a lieu d’accélérer l’effacement du concept juridique de souveraineté qui constitue en définitive le socle de la raison d’État et se trouve à l’origine des conflits et guerres : « pour interrompre cet éternel retour, il est nécessaire de démonter et d’annihiler la souveraineté et la raison d’État, des effets létaux desquelles l’Histoire universelle forme la triste preuve ». Si le remplacement de l’égoïsme du prince (la raison dynastique : égoïsme individuel) par celui d’État (la raison d’État : égoïsme collectif) a signifié un pas en direction d’une rationalisation des relations internationales, il reste nécessaire de rationaliser plus avant encore en éliminant tout égoïsme fauteur de conflits dans les relations internationales. Pour Fernández de la Mora donc, la disparition de concepts tels que souveraineté et raison d’État, et la crise de la sacralité de l’État vont dans le sens de la rationalisation politique,,.
Il s’agira ensuite de remplacer la raison d’État par une raison autre, savoir : la raison d’Humanité, valant pour tous les individus de l’espèce humaine, et que sous-tendrait un ordre juridique englobant — en phase avec l’unité du genre humain, et en opposition à l’artificialité des divisions étatiques — l’ensemble des hommes et s’efforçant de servir un authentique bien commun par-dessus les égoïsmes, que ceux-ci soient individuels ou nationaux. Cet ordre nouveau s’attacherait à dissoudre l’État-nation moderne en faveur d’un super-État regroupant l’humanité entière sous son bouclier juridique. L’espèce humaine s’achemine d’une façon de plus en plus déterminée vers une organisation politique commune, au sein de laquelle les différences culturelles et nationales caractérisant les États classiques se dilueraient au profit de ce que les hommes possèdent en commun. L’organisation politique de l’avenir sera, prédit l’auteur, un super-État unitaire mondial, une communauté juridique qui, par référence à un droit en commun, serait à même d’écarter toute possibilité de conflit,,.
En attendant, trois aspects distinguent le nouveau super-État européen de l’État moderne : d’avoir renoncé à la territorialité ; de se soumettre à un ordre juridique qui, à la suite de la dissolution du concept de souveraineté, ne peut plus se concevoir dans le cadre étatique ; enfin, de ne plus laisser de place aux nationalismes par suite du processus de rationalisation et dans le contexte de la crise générale des idéologies. Du reste, la nationalité européenne est appelée à revêtir une signification juridique plutôt que sociologique,,.
Fernández de la Mora émet l'hypothèse que le nationalisme finira par être supplanté par le cosmopolitisme, qui ne cesse de gagner des adeptes. Sous l’effet des unions transnationales, des institutions sont mises en place qui induisent un dépassement des nationalismes. Le nationalisme, non seulement porte une forte charge idéologique, mais est aussi « la dernière tranchée des idéologues », voire fait figure de justification de plusieurs idéologies. À l’égal des idéologies, il est la créature d’une élite et sert, après inculturation d’un égoïsme collectif, à légitimer ses intérêts subreptices et ses ambitions de classe. Aucune nation jamais n’a été constituée et façonnée en dehors d’une élite, laquelle par la suite convertit le nationalisme culturel en un nationalisme politique. La nation culturelle est un élément de socialisation et d’inclusion, dont l’aboutissement ultime sera la nation totale, mondiale, c’est-à-dire humaine. La transposition du nationalisme culturel en nationalisme politique, c’est-à-dire la conversion d’un fait culturel en réalité politique, répond en revanche à la volonté d’instrumentaliser ces aspirations,, en l’espèce par le truchement du principe des nationalités, lequel porte qu’à chaque nation culturelle correspond un État. Ce principe, qui fait référence à une réalité diffuse et artificielle, la nation, est exploité comme instrument juridique pour étayer les revendications de certaines élites, c’est-à-dire nourrit une idéologie,. Le caractère idéologique et émotif du nationalisme politique se démarque de la rationalité du projet cosmopolite. Le dépassement des nationalismes par le cosmopolitisme équivaut à une rationalisation de l’existence humaine et à une victoire de la raison face à l’émotivité idéologique,. Plus tard pourtant, Fernández de la Mora cessera de croire en la possibilité d’un cosmopolitisme intégral,, et en viendra à postuler l’avènement d’une série de super-États capables d’unifier l’excessif plurivers, mais tout en ménageant une certaine pluralité d’espaces. La pensée de Fernández de la Mora ne prône donc plus une unité totale du monde incarnée dans un super-État ayant sous sa tutelle tous les citoyens de la terre,.
Fernández de la Mora prédit la fin prochaine de l’État lui-même, destiné à succomber, en raison de certains traits irrationnels, au processus de rationalisation. Le cosmopolitisme croissant, les tensions centrifuges et centripètes dont il est victime, le déclin de la souveraineté devenue fiction dans la plupart des cas, sont autant de signes de la dissolution de l’État, fait qui ne pourra que réduire la violence et les conflits entre les êtres humains et réduire le rôle des émotions dans la vie collective ; si l’auteur admet que l’organisation en États souverains a certes pu en leur temps représenter une rationalisation de la violence spécifique, il incline désormais à structurer la vie en commun selon d’autres concepts et sous forme de structures politiques non étatiques, en accord avec une conception du bien commun affranchie de l’État-nation,,.

#### Monarchie et projet d’État pour l’Espagne
Fernández de la Mora marque clairement sa préférence pour le régime monarchique, sous l’influence décisive de l’ouvrage de López-Amo, El poder político y la libertad (sous-titré La monarquía de la reforma social), ainsi que des théories de Lorenz von Stein, pour qui la monarchie est un régime préférable, parce qu’elle se place au-dessus des groupes sociaux en lutte et que le monarque, n’appartenant à aucun de ces groupes, peut exercer un rôle d’arbitre et de compensation,. « La monarchie me plaît, car c’est une configuration constitutionnelle concrète, qui, dans les circonstances actuelles, apparaît la plus appropriée pour assurer le bien commun des Espagnols », déclare-t-il. La monarchie est apte à réaliser la rationalisation de la politique, l’auteur soulignant toutefois l’« importance de la continuation du gouvernement personnel moyennant le plébiscite comme formule désidéologisée ». Cependant, l’institution monarchique ne peut en soi garantir un fonctionnement politique optimal ; seule reste valable en tout état de cause la nécessité d’évaluer tel État particulier sur des critères instrumentaux et techniques,.
Pour ce qui concerne l’Espagne, Fernández de la Mora estime que la monarchie convient mieux que la république, arguant que les deux expériences républicaines historiques ont démontré que la république est un régime incapable de maintenir l’ordre en Espagne,,. Il construit son projet d’État pour l’Espagne selon six axes doctrinaux, à savoir :
- diffusion et mise au point du raisonnalisme comme construction philosophique et expérience de vie ;
- revendication de l’expérience historique de l’Espagne de Franco, l’auteur réclamant la reconnaissance de ses réussites au point de vue du développement économique, de l’intégration et de la convergence européennes, et de ses avancées en matière de politique sociale et d’unité politique et culturelle de l’Espagne ;
- critique de l’actuel régime politique en raison de la représentativité défectueuse de la particratie dominante et de l’œuvre dislocatrice des nationalismes périphériques ;
- proposition d’alternatives politiques organicistes et humanistes comme garanties de meilleur fonctionnement et de meilleure représentativité ;
- défense du paradigme libéral-démocrate face aux menaces de la gauche populiste, nationaliste et interventionniste ;
- conception d’un nouveau type d’État pour le XXIe siècle, caractérisé par la technification, la dépolitisation, la décentralisation, la libéralisation et la démocratie directe[520].

### Notion de progrès et sens de l’histoire
Fernández de la Mora affirme que la raison est non seulement le produit de la nature, mais encore qu’elle en est le fer de lance, l’avant-garde de sa perfection et son instrument suprême. Les changements naturels sont des étapes conduites par la nature pour permettre l’apparition de son produit ultime, la raison. Les œuvres de la raison sont donc celles de la nature, et développer l’exercice de la raison humaine équivaut à perfectionner la nature,.
La notion de progrès est intimement liée à la marche de la raison et à la rationalisation. Pour Fernández de la Mora, le progrès dépend du choix originel d’une valeur et de la structuration de l’existence humaine autour de celle-ci. Il y a aura progrès ou régression suivant qu’il y aura ou non avancée dans la réalisation et l’épuration de cette valeur. La question du but final de l’homme détermine le progrès ou la régression et juge l’histoire en cours soit comme l’accomplissement de la finalité qui est le propre de l’homme, soit au contraire comme une déviation par rapport à elle. Le progrès s’inscrit ainsi dans un cadre téléologique défini par le choix d’une valeur-matrice servant de critère pour toute évaluation ultérieure. Pour Fernández de la Mora, cet idéal de valeur est la rationalité et son processus d’expansion la rationalisation, et c’est dans la mesure où l’existence humaine chemine dans une direction rationalisatrice qu’il y a progrès. L’auteur admet que rattacher la notion de progrès au concept de raison et à ses dérivés, rationalité et rationalisation, constitue un jugement de valeur,.
L’histoire pour Fernández de la Mora n’est pas pure temporalité, mais une succession de changements et de progrès rationnels dont l’homme est l’acteur. L’histoire, procédant de l’inachèvement de l’homme, est le processus d’autodomestication et de maîtrise des circonstances extérieures, et donc assimilable au processus de rationalisation,,. L’histoire humaine est celle de l’extension de la raison vers des domaines de plus en plus larges de la réalité ; le moteur de l’histoire est donc la rationalisation. Au cours de ce processus d’adaptation, la raison accumule des produits rationnels, de nature culturelle et technique, qui d’une part permettent à l’homme de perfectionner ses capacités, et d’autre part réalise aussi une adaptation à l’intérieur même de l’homme, qui le rapproche d’un exercice « plus rationnel » de la raison, celle-ci non seulement épurant les produits de l’homme, souvent appuyés davantage sur l’émotion que sur un ajustement à l’être des choses, mais encore hissant son propre esprit à des stades supérieurs d’humanité ; l’histoire se constitue donc en un passage du mythe au logos,,. L’auteur avance les arguments suivants pour justifier le choix de la raison comme valeur-matrice : elle est le grand instrument de l’homme pour accroître sa capacité d’adaptation ; elle est éthiquement supérieure en ce qu’elle permet de réaliser le bien pour l’espèce ; et le développement de la raison est, du point de vue pragmatique, le meilleur moyen pour l’homme de s'ajuster à son environnement de vie et de mieux le dominer,.
La rationalisation se reflète dans les relations de chaque individu avec diverses instances : d’abord avec sa propre intériorité, où la rationalité prend la forme d’un processus d’autodomestication au moyen des produits de la raison ; ensuite, avec les circonstances qui l’entourent, où interviennent les savoirs (la culture) et les moyens pour agir dans la réalité (la technique) ; enfin, avec les autres hommes, c’est-à-dire la dimension de la cohabitation ou de la politique, où rationalisation signifie ordre et justice.
Dans la vision de Fernández de la Mora, la culture est le dépositaire historique du processus de rationalisation, qui se traduit par une autodomestication croissante et une transformation de l’esprit par l’exercice de la raison. La culture est le patrimoine accumulé des connaissances et des produits que l’homme s’est acquis grâce à l’exercice de sa raison. Elle n’est pas quelque chose d’achevé, mais s’élargit à mesure que l’homme augmente, par l’exercice de la raison, le nombre de ses produits rationnels, qui viennent s’incorporer dans son fonds culturel. Comme précipité rationnel, la culture agit comme un facteur humanisant qui éloigne l’homme de la condition sauvage ou naturelle,. Pour jauger les changements culturels, l’important est d’examiner si les nouvelles idées qui modifient la vision du monde et par là impriment une autre direction aux actions humaines, ont un contenu rationnel plus important que les antérieures. Le changement culturel progressiste, c’est-à-dire rationalisant, peut par la suite subir des régressions, lorsqu’à certaines idées s’en substituent d’autres à teneur rationnelle moindre, ce qui correspond à un changement régressif ou involutif,,.
Sur le plan politique, le sens de l’histoire, en tant que processus de rationalisation, implique notamment le déclin de la potestad (puissance publique) au profit de l’autorité, pour arriver à une situation où l’autorité est dorénavant le fondement de la potestad, ce qui revient à faire passer le « commandement aux capables », soit l’instauration d’une méritocratie. La violence d’État, la potestad, demeure certes intacte, mais sa titularité dépendra de plus en plus de facteurs rationnels,.
Une autre victime de la rationalisation et de la marche de l’histoire est le nationalisme politique, dont le caractère idéologique et émotif contraste avec la rationalité qui préside au projet cosmopolite. Le dépassement des nationalismes par le cosmopolitisme signifie une victoire de la raison face à l’émotivité idéologique et apporte un indice de plus de la rationalisation de l’existence humaine,. Dans le même sens, les religions se sont retranchées dans l’intimité de la conscience individuelle et perdent de leur pertinence publique, et l’éthique dérivée d’un système religieux a cessé de servir à fonder dans le discours public tel ou tel positionnement,. Ce qui relève de l’opinion ou qui est accidentel (les idéologies) tend à disparaître ou se dévalorise, pendant que la science et ses productions sont revalorisées.
La rationalisation croissante de l’existence humaine semble donc présupposer une téléologie dont l’aboutissement serait l’avènement de l’homme comme être pleinement rationnel, point d’arrivée du parcours historique. Pourtant, pour Fernández de la Mora, la nature du moteur de l’histoire n’autorise pas à prophétiser un tel terme, compte tenu de l’irréductibilité des conflits d’intérêts et l’impossibilité d’assouvir jamais la capacité de désir de l’homme sans qu’ensuite s’ouvrent fatalement de nouvelles possibilités et qu’augmente le nombre des intérêts en jeu,. D’autre part, la systématisation des connaissances sous l’égide de la science vient seulement de commencer et le terme n’en est pas prévisible. La raison n’étant pas en mesure d’opérer une rationalisation pleine et entière de l’existence, une synthèse finale qui marquerait la fin de l'histoire n’est pas raisonnablement envisageable. La science, produit inachevé, est toujours en mouvement. Par l’infinie complexité du réel ainsi que par la nécessité pour la raison de progresser dialectiquement, la science est un travail toujours récurrent qui, pratiquant la critique et la révision permanentes, ne tient jamais ses produits pour achevés. En réalité, loin d’achever l’histoire ou de la ralentir, la science et la raison la font s'accélérer.
Pour Fernández de la Mora, ce qui se passe sous nos yeux est l’enfance de la raison, et rien, eu égard aux inconnues qui continuent d’assaillir l’être humain, ne permet de proclamer la fin de l’histoire. Il n’y a pas, contrairement à ce que clame Fukuyama, de consensus fondamental sur l’idée de société et sur l’éthique, avec un État libéral démocratique comme perspective préférentielle universelle. Il reste un abîme entre d’une part les produits naturels et la liberté, et d’autre part la nécessité de moralisation des produits d’une raison qui, pour s’être incarnée, se trouve sujette encore à de fortes doses d’irrationalité ; l’histoire n’est autre que le terrain de confrontation de ces éléments. L’homme, de par sa nature de rationalité incarnée, peut s’approcher des stades rationnels et tendre vers une autorégulation de ses pulsions les plus élémentaires, mais ces pulsions ne seront jamais tout à fait jugulables.

### Religion et tradition
Sans nier la dimension indubitablement communautaire de la religion, Fernández de la Mora considère que le religieux est fondamentalement une catégorie individuelle, juge fausse la prééminence publique du religieux, et estime que ceux qui défendent certains préceptes éthiques prescrits par une religion commettent l’erreur d’imaginer que ces préceptes se rapportant au comportement individuel puissent jamais se convertir en une idéologie prenant appui sur une idée irréfragable du bien commun. Les idéologies qui font appel à telle ou telle religion comme cadre structurant de leur programme politique perdent de vue que les religions sont neutres à l’égard de la plupart des questions politiques. L’auteur soutient la liberté de conscience et la neutralité religieuse du pouvoir, et s’oppose à tout traitement de faveur accordé à une religion sous la forme de la confessionalité de l’État,. La séparation des sphères étatique et ecclésiastique, point déterminant de la modernisation politique, ayant déterminé la « [perte de] sens des idéologies qui en réfèrent au divin », l’auteur recommande la neutralité de l’État en matière de foi et fustige au passage l’opportunisme des démocrates chrétiens sous le franquisme. Les idéologies confessionnelles, qu’elles soient progressistes ou traditionalistes, ne sont pas « les résultantes, mais les parasites de la religion »,. En dépit de ses convictions religieuses (catholiques), la pensée politique de l’auteur n’apparaît donc pas façonnée par la religion, et son agnosticisme politique le porte à rejeter toute forme de confessionnalisme politique, sa conception rationnelle, laïque et moderne de l’État étant incompatible avec quelque forme de cléricalisme politique ou juridique que ce soit.
La tradition en revanche garde, pour Fernández de la Mora, une certaine légitimité, car elle est constituée d’un dépôt d’accomplissements et d’us et coutumes rationnels ayant passé le rigoureux examen du temps, lors même que les progrès dialectiques de la raison autorisent de la mettre entre parenthèses. La méthode conservatrice, juge l’auteur, consiste à avancer sans détruire ce qui a précédé, mais à l’améliorer, à la différence de la méthode révolutionnaire qui jongle avec des entités idéales qui sont davantage le produit d’un choix que d’un ajustement au réel, comme l’est la tradition,,. Plus légitime que le suffrage universel du système démocratique, la tradition, héritière de culture et de rationalité, représente le suffrage universel des générations passées, lequel « comme tous [les suffrages], n’est pas infaillible ; mais il a sur [le suffrage] actuel les avantages de posséder un corps électoral beaucoup plus nombreux et, surtout, de comporter une longue chaîne de ratifications et de perfectionnements successifs »,. Cependant, il ne saurait être question d’un traditionalisme à proprement parler chez Fernández de la Mora, attendu que chez lui la tradition est une réalité toujours dynamique et changeante.

### Critique de la Transition démocratique
Fernández de la Mora argue que la dénommée transition politique n’était pas une exigence populaire, mais une décision de la classe politique espagnole, appuyée par des puissances étrangères, dans le seul dessein d’affaiblir suffisamment l’État que pour coloniser économiquement l’Espagne et mettre en marche un processus de démantèlement industriel concomitamment à l’intégration dans la CEE,. Les artisans de la transition avaient pour objectif de mettre à bas l’État franquiste, qui avait été, dans l’opinion de l’auteur, un modèle de développement économique. Le changement politique réalisé en Espagne à partir de 1975 fut ébauché de l’intérieur du pays, avec le concours de la Monarchie, à laquelle l’auteur entend rappeler que son rétablissement est l’aboutissement d’un régime s’appuyant sur l’autorité personnelle du général Franco, encore que celui-ci ne l’ait pas restaurée dans le sens politique souhaité par les franquistes.
Parallèlement, les socialistes espagnols réussirent à insuffler un complexe d’infériorité dans les droites, conduisant à une situation où n’existent plus en Espagne que le centre, la gauche, et l’extrême gauche, et donc plus de droite, situation que l’auteur qualifie d’« hémiplégie politique »,. En effet, une campagne injurieuse avait été lancée par le pouvoir en place par le biais des médias de masse, campagne basée entre autres sur le slogan publicitaire portant en substance que « la droite est immobiliste », pour faire accroire que ceux parmi les anciens ministres de Franco, qui avaient œuvré pour le progrès de l’Espagne, la faisant passer du sous-développement agraire à l’industrialisation, étaient immobilistes,.
En particulier, Fernández de la Mora est fort critique envers le titre VIII de la Constitution, l’État des autonomies, raison fondamentale de son vote contre ladite Constitution et l’un des aspects qu’il critique le plus vivement, l’attribuant à une falsification de la volonté nationale,. Il fut l’un des premiers parlementaires à critiquer, dès l’été 1979, la généralisation du processus d’autonomie régionale, pointant notamment que lors de la transition l’on veilla à ne pas utiliser le concept de « Nation espagnole », pour lui substituer d’autres concepts tels que « État », « pays », etc. D’un État unitaire et national qu’elle était avant le Cambio, l’Espagne est ainsi devenue, par les soins des constituants, un État plurinational, assemblage d’autonomies régionales,,. Ce projet d’État à autonomies régionales a provoqué selon l’auteur une hausse des dépenses publiques (par suite de la mise en place des entités autonomes, avec des centaines de postes de ministre et de directeurs généraux, et près de deux dizaines de parlements régionaux, assortis d’un pléthorique appareil administratif) et, au lieu de corriger les déséquilibres et les tensions régionales, les a au contraire exacerbées là où elles existaient à peine et les a semées là où elles étaient inexistantes. Dès 1979, l’auteur affirmait que la conflictualité régionale avait pris une ampleur sans précédent dans le siècle et que l’unité de l’Espagne s’en trouvait menacée, ce qui constitue une accusation des plus graves pour la droite post-franquiste. Il s’ensuit que sur ce chapitre de la décentralisation de l’État, Fernández de la Mora ne partageait pas l’opinion de son maître à penser Ortega y Gasset,,.
Si l’on y ajoute cette autre caractéristique de la transition qu’est, selon l’auteur, la piètre qualité de la minorité dirigeante,, l’ensemble du processus eut pour conséquence qu’à partir de 1980 l’Espagne est en décrépitude et dans une crise constante. Il n’y a plus désormais d’idéal ou de destin communs, par quoi le pessimisme et le désespoir se répandent,.

### Fernández de la Mora idéologue parmi d’autres?
À la parution d’El crepúsculo de las ideologías, Fernández de la Mora fut accusé de n’être qu’un idéologue de plus et son ouvrage interprété sous un angle idéologique, soit comme une nouvelle légitimation du régime de Franco, soit comme l’apologie d’un courant politique particulier, la technocratie, certains auteurs taxant Fernández de la Mora d’« idéologue de la technocratie », soit encore comme un réquisitoire contre le traditionalisme politique et culturel, s’appuyant sur des thèses proches du positivisme et de philosophies antireligieuses. La plupart des attaques venaient des colonnes de la revue Cuadernos para el diálogo, où pour certains contributeurs, le livre n’était que l’œuvre d’un idéologue intégriste, tandis que pour d’autres, il était la bible de la technocratie, ou pire, du « despotisme éclairé ». Tel commentateur considérait que l’ouvrage de Fernández de la Mora s’appuyait sur une posture émotionnelle de plus, et tel autre estimait que l’auteur était un « politicien enivré de logos », plus dangereux encore que ceux enivrés par le pathos, les idéologues. Tel détracteur tenait que la critique des idéologies par Fernández de la Mora était guidée par une incontestable intention politique, et que le livre était, en dernière analyse, l’œuvre d’un idéologue,. Pablo Lucas Verdú argumenta qu’une critique des idéologies politiques faite par un néo-conservateur était tout sauf de la science et n’en respectait aucune des caractéristiques, à savoir : objectivité, généralité et impartialité. Plus tard, l’historien Juan Pablo Fusi affirma que les « immobilistes » (par opposition aux « aperturistes », qui s’efforçaient de réformer le franquisme de l’intérieur dans les dernières années de celui-ci) avaient trouvé « leur philosophe en la personne de Gonzalo Fernández de la Mora »,.
Pour l’auteur lui-même, cette accusation d’idéologisme est une pétition de principe portée par une vision « pan-idéologiste » inappropriée. Sans doute El crepúsculo de las ideologías est-il à considérer, non comme un ouvrage simplement de conjoncture, fruit de quelque opportunisme politique, mais comme le point de départ, ou mieux, comme une synthèse anticipée de la pensée de Fernández de la Mora en matière de chose publique. L’œuvre de Fernández de la Mora comporte une philosophie cohérente sous-tendant ses principales thèses, qui sont de portée authentiquement politique. Fernández de la Mora était un philosophe politique à part entière, avec un fort penchant pour d’autres disciplines telles que la sociologie politique.
D’autre part, la théorie crépusculaire en particulier est strictement différente des thèses défendues par les principaux auteurs en lesquels on a voulu voir des précurseurs. La thèse de Fernández de la Mora, beaucoup plus radicale que celle de ses prédécesseurs, et son analyse du phénomène idéologique se clôture sur un pronostic où les idéologies sont vouées à disparaître totalement, tandis que les autres thèses soit clament la fin de quelques idéologies et l’émergence d’autres, soit annoncent la fin de certain type d’idéologies, mais sans qu’aucune de ces autres thèses ne prédise l’avènement d’une société post-idéologique, ou tout au plus un relatif relâchement des tensions idéologiques.